# Lycée François-Ier (Le Havre)
Pour les articles homonymes, voir Lycée François-Ier.
Le lycée François-Ier est un lycée du Havre appartenant à l'académie de Normandie.
Il accueille les élèves de la seconde jusqu'aux classes préparatoires aux grandes écoles.

## Historique
Le 12 juillet 1861, grâce à l’impulsion du maire du Havre, Just Viel, et à l’augmentation de la population du Havre, on décide de construire un établissement scolaire plus grand que les locaux du collège de la rue de la Mailleraye, devenus trop petits. Ce bâtiment aura pour vocation de devenir un lycée impérial modèle voulu par le ministre de l’Éducation de l’époque, Victor Duruy.

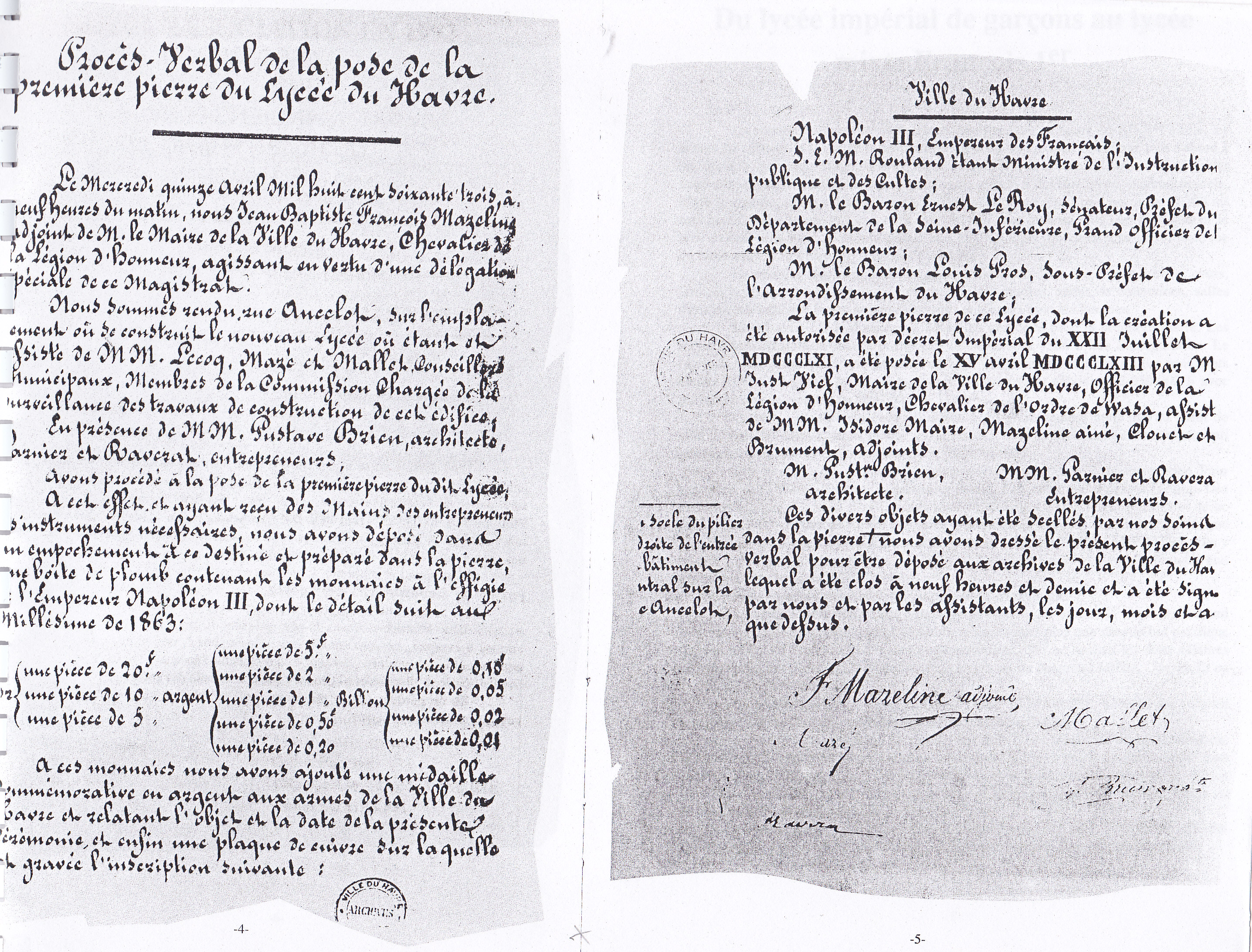
Procès-verbal de la pose de la première pierre.

Près de 17 300 m2 de terrain sont alors acquis pour la construction de ce lycée entre les rues Ancelot, rue Malakof (actuelle rue Just-Viel) et la façade de celui-ci se situera rue Napoléon (par la suite appelée rue du Lycée et maintenant rue Anatole-France). La configuration du lycée est prévue pour accueillir sur deux étages de salles de classe, infirmerie, laboratoires, salles de collections, salles d’études, bibliothèque, réfectoires et dortoir pour les internes. De plus, un certain nombre de cours, jardins, préaux couverts sont prévus, ainsi qu’une chapelle.
La pose de la première pierre est faite le 15 avril 1863, par Just Viel, maire du Havre, en présence de l’architecte Gustave Brien, et des entrepreneurs : Garnier et Raverat. La construction du lycée a lieu jusqu’en septembre 1866 et l’inauguration se déroule le 22 septembre 1866. La construction de ce lycée coûte 2 030 000 francs, dont une subvention de l’État de 160 000 francs.

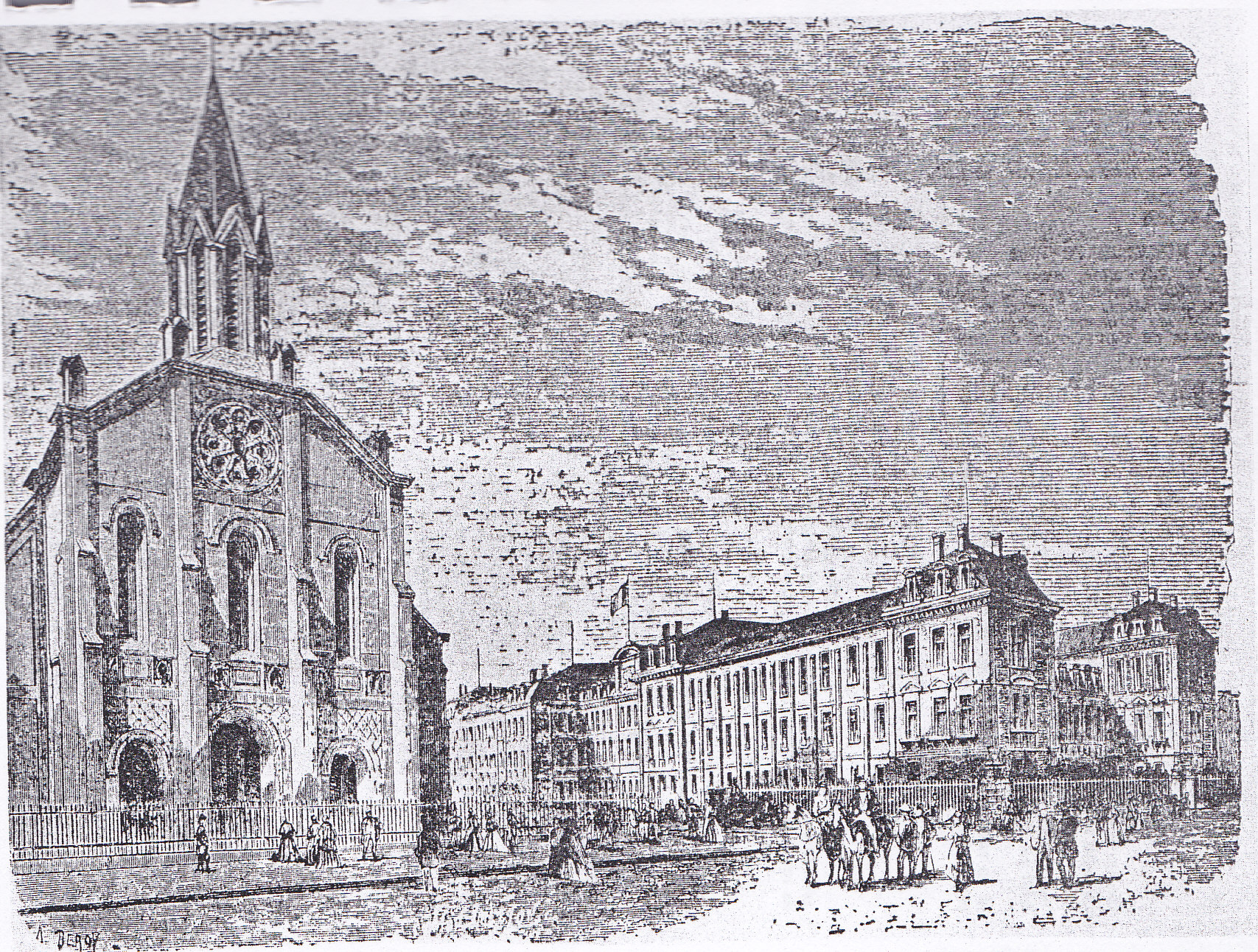
Vue du lycée depuis la rue du lycée, au XIXe siècle.

À ses débuts, le lycée est dirigé par le proviseur Louis Sauvion, venant de Brest et compte moins de 300 élèves. Ce nombre d’élèves augmentera progressivement, mais malgré une bonne réputation qui se forma rapidement, les élèves ne furent pas assez nombreux pour que l’ensemble des locaux soient occupés par le lycée. La bibliothèque municipale du Havre s’installa en 1904 dans toute l’aile de la rue Ancelot jusqu’en 1967.
La réputation du lycée conduira vite à l’ouverture d’une annexe, le 2 octobre 1907, à Fécamp par le proviseur Bailly, accompagné d'une douzaine d’enseignants. En 1946, une seconde annexe fut créée à Lillebonne, dans la propriété d’Alfred Lemaitre et restera jusqu’en 1962.
Le lycée ne subit aucun dommage lors de la guerre de 1870. Mais, en 1914, les élèves du lycée doivent migrer vers l’hôtel des sociétés savantes et chez les employés des commerces de la rue de Caligny, en face de l’école Lemaistre, car le lycée du Havre devient un hôpital militaire. Raymond Queneau en fait allusion dans deux vers du Chêne et chien :
Après la Première Guerre mondiale, un monument aux morts, sculpté par Alphonse Saladin, y est érigé en souvenir des élèves du lycée du Havre morts pour la France. Chaque année, au 11 novembre, est organisée une cérémonie de commémoration des élèves morts au combat lors de la Première Guerre mondiale, la Seconde Guerre mondiale, la guerre d'Algérie et la guerre d'Indochine.
Ce n’est qu’en 1919, que le lycée redevient un lieu d’éducation et Raymond Las Vergnas en parle dans son roman Le Tramway des grands bassins :

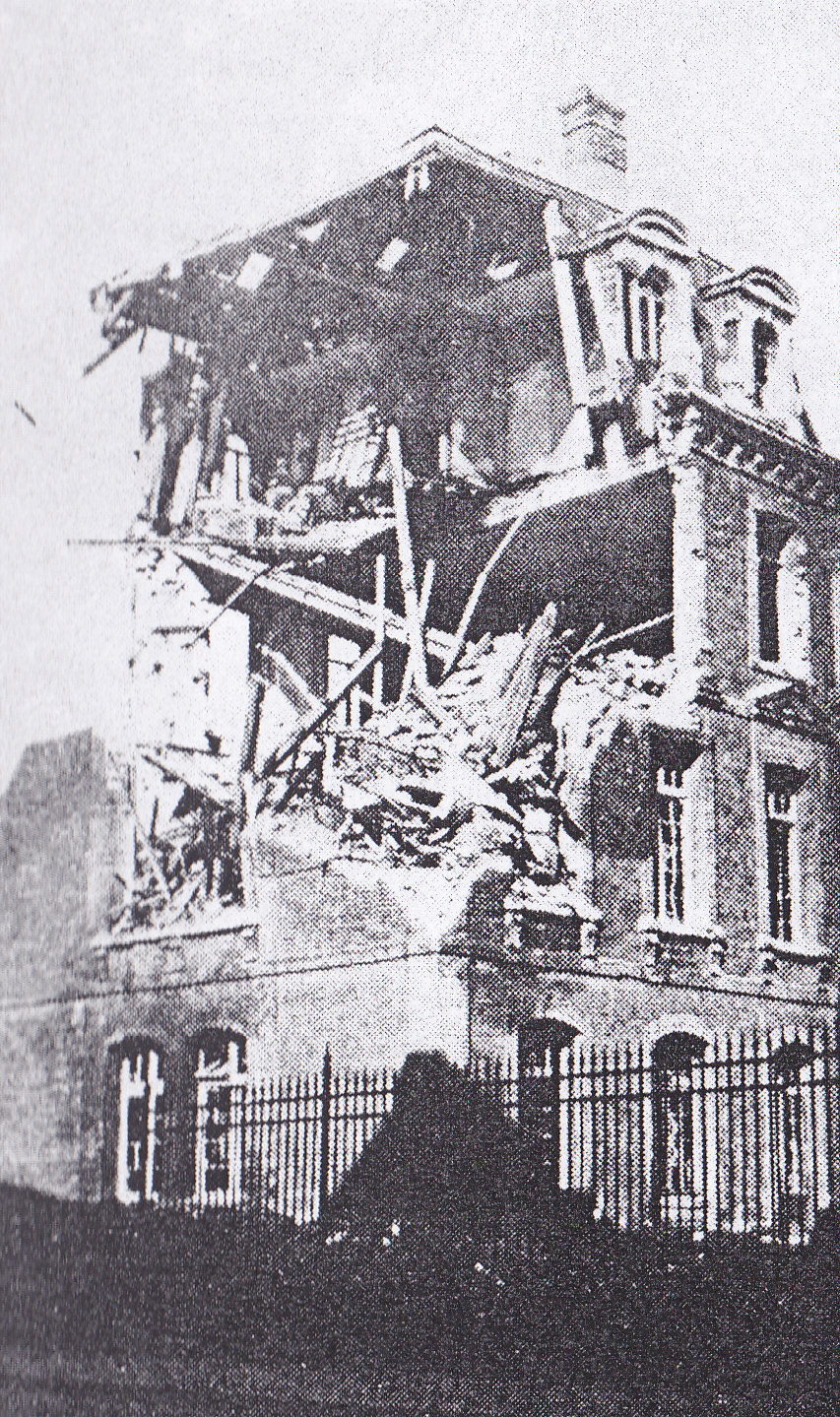
L’aile sud, détruite en 1939.

En 1923, on parle de transférer le lycée dans l’hôtel Frascati, dans le quartier du Perrey, à la place de l’actuel musée André-Malraux. Dès le début de l'occupation de la ville, l’aile sud du lycée devient le siège de la Kommandantur du Havre, jusqu’à sa destruction dans la nuit du 14 au 15 octobre 1940. Cela n’empêche pas le bon déroulement des cours, avec quelques interruptions pour descendre dans les caves du lycée avec les habitants du quartier lors d’une alerte, jusqu’au 12 septembre 1944, date de libération du Havre. De plus, il devient pendant la guerre la mairie provisoire du Havre et le lieu de distribution de la soupe populaire.
Après la Libération, le lycée accueille le lycée de jeunes filles du Havre, celui-ci ayant été détruit en même temps que l’hôtel de ville les 5 et 6 septembre 1944.
Les travaux sur le lycée commencent pour le rénover, et il faudra attendre 1963 pour avoir un nouveau gymnase. De plus, c’est par le décret du 17 janvier 1963 que le lycée du Havre prend le nom de lycée François-Ier. En 1964, la nouvelle chapelle du lycée est inaugurée. En 1966, pour les 100 ans du lycée, la nouvelle aile sud est reconstruite et inaugurée le 7 mai.
Les années 1960 voient aussi la suppression des classes du petit lycée, qui disparaît en 1970. Depuis 1981, le lycée François-Ier accueille le second cycle, ainsi que des classes préparatoires.
En 2003, l’aile sud subit une rénovation ; celle-ci voit l’apparition de la verrière, nouvelle entrée du lycée.
Depuis 2010, le lycée est entré dans une nouvelle phase de travaux, avec la rénovation de l’aile nord, de l’actuel CDI et la création d’un nouveau CDI.
On compte parmi ses anciens enseignant les plus célèbres Jean-Paul Sartre et Raymond Aron.

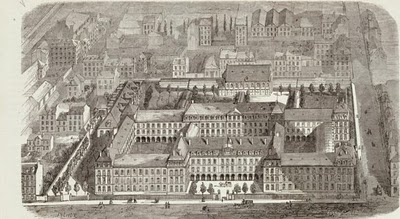
Gravure du lycée du Havre.

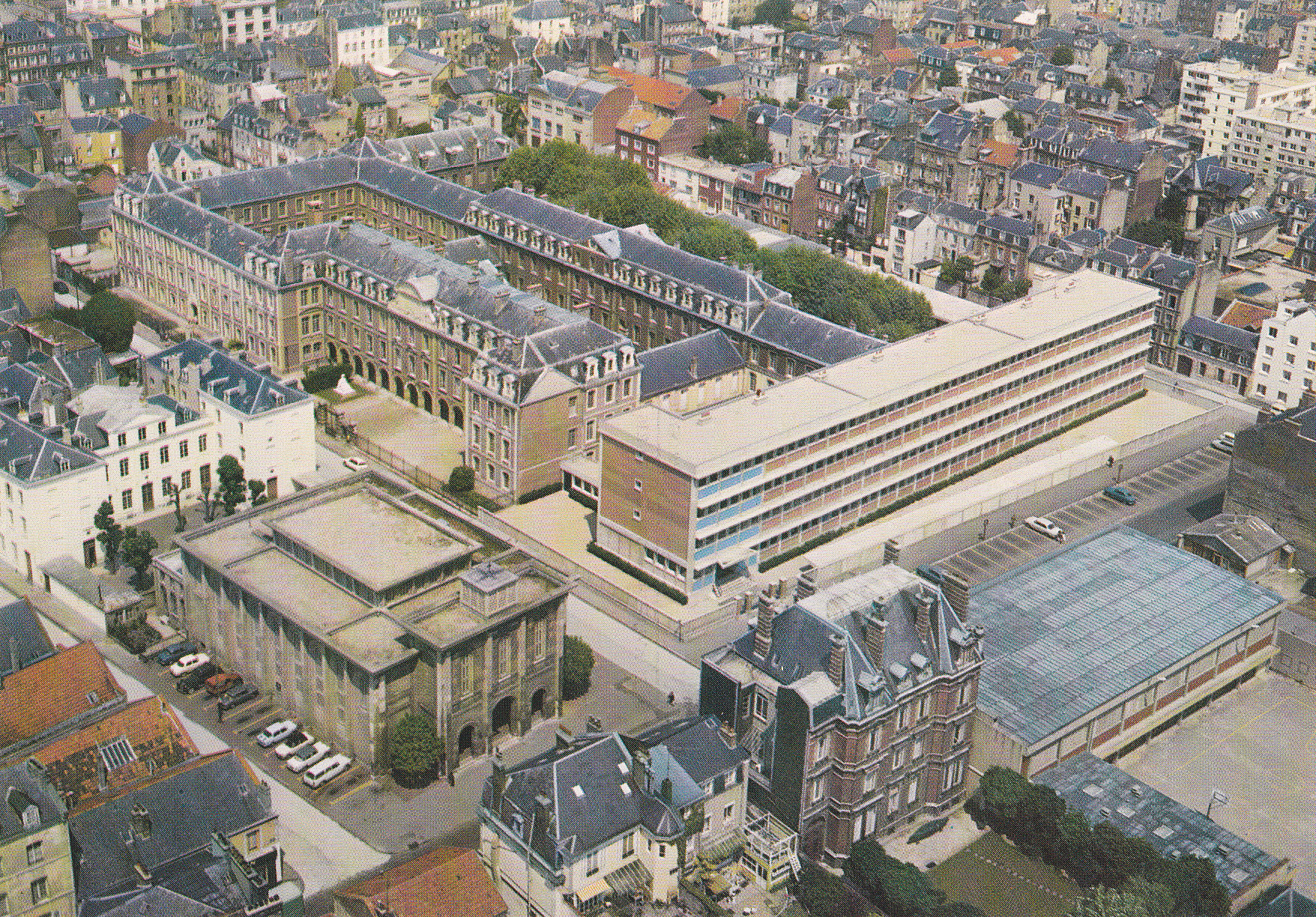
Le lycée François-Ier dans les années 1970.

## Lieux

### Bâtiments
Le lycée François-Ier est formé de plusieurs bâtiments :
- L’aile nord (ou bâtiment nord) : construite en 1866, qui fut l’entrée jusqu’à la construction de la verrière en 2003. Elle accueille des salles de classe, le CDI, l’infirmerie, le réfectoire, l’administration et des logements de fonction. On peut voir sur les grilles et le fronton plusieurs symboles relatifs à l’histoire des lieux : l’abeille et l’aigle en référence à Napoléon, la salamandre, en référence à François Ier et l’ancre de marine, relatif au patrimoine maritime de la ville.

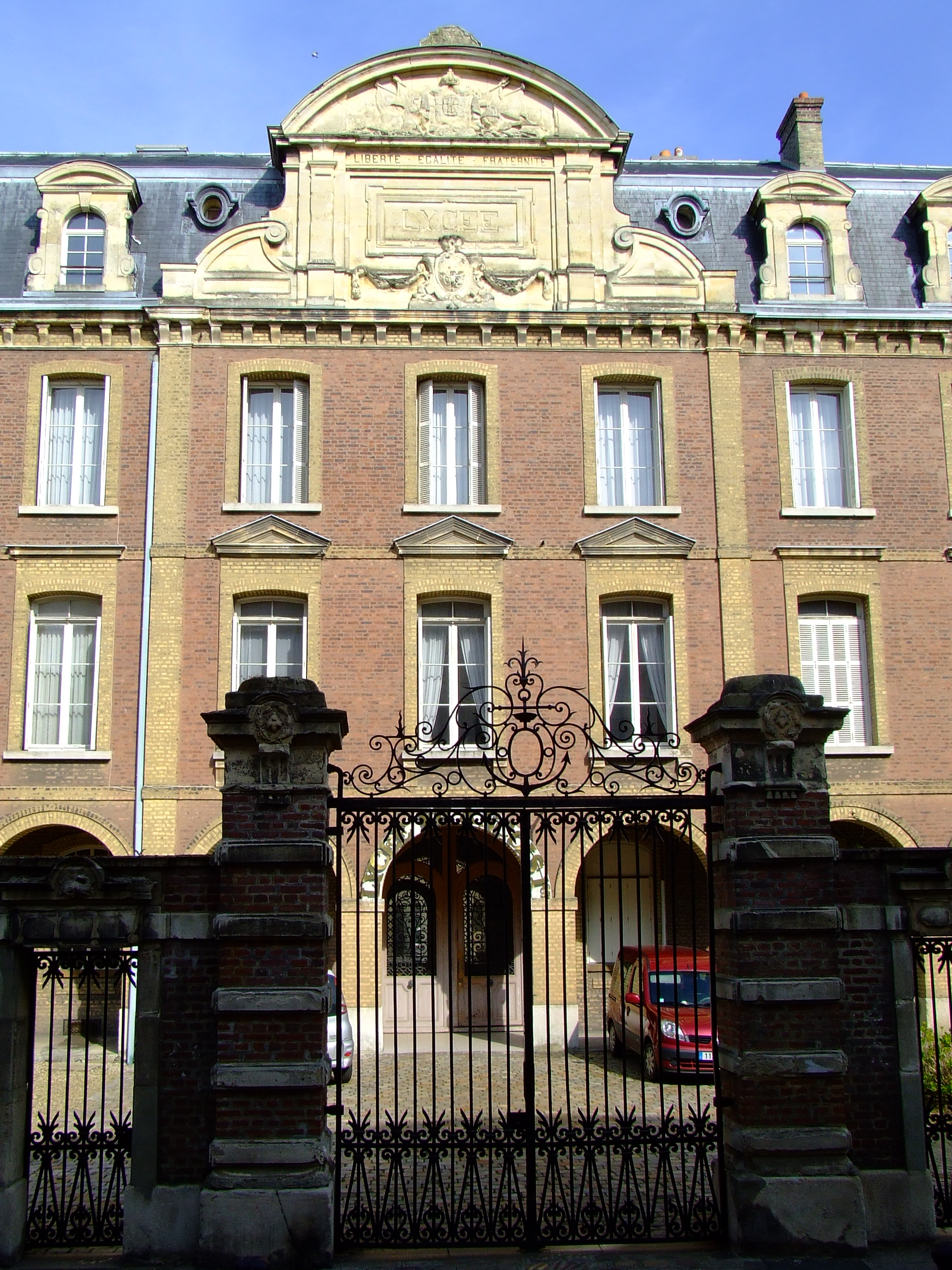
Ancienne entrée du Lycée
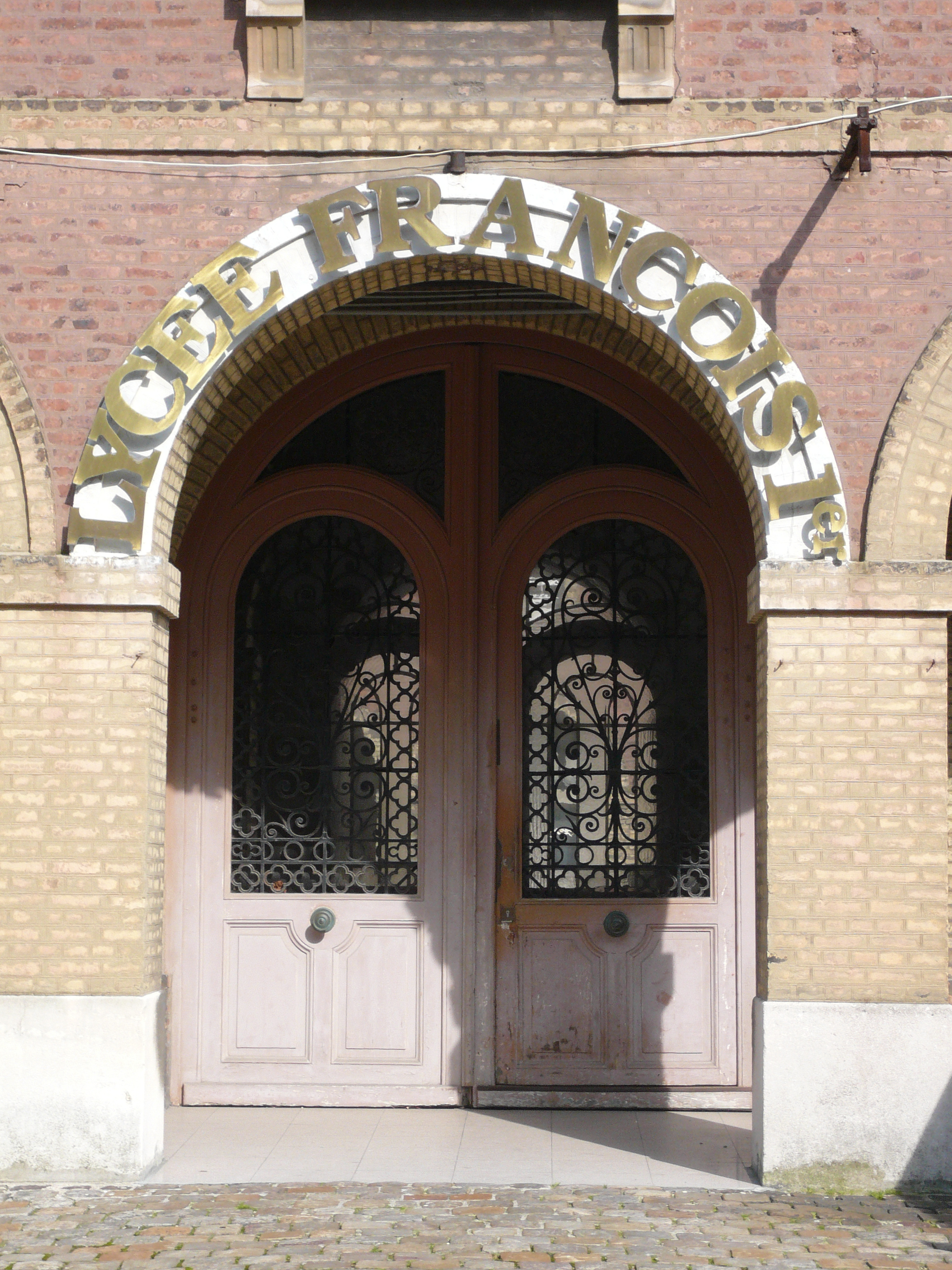
Ancienne entrée du Lycée
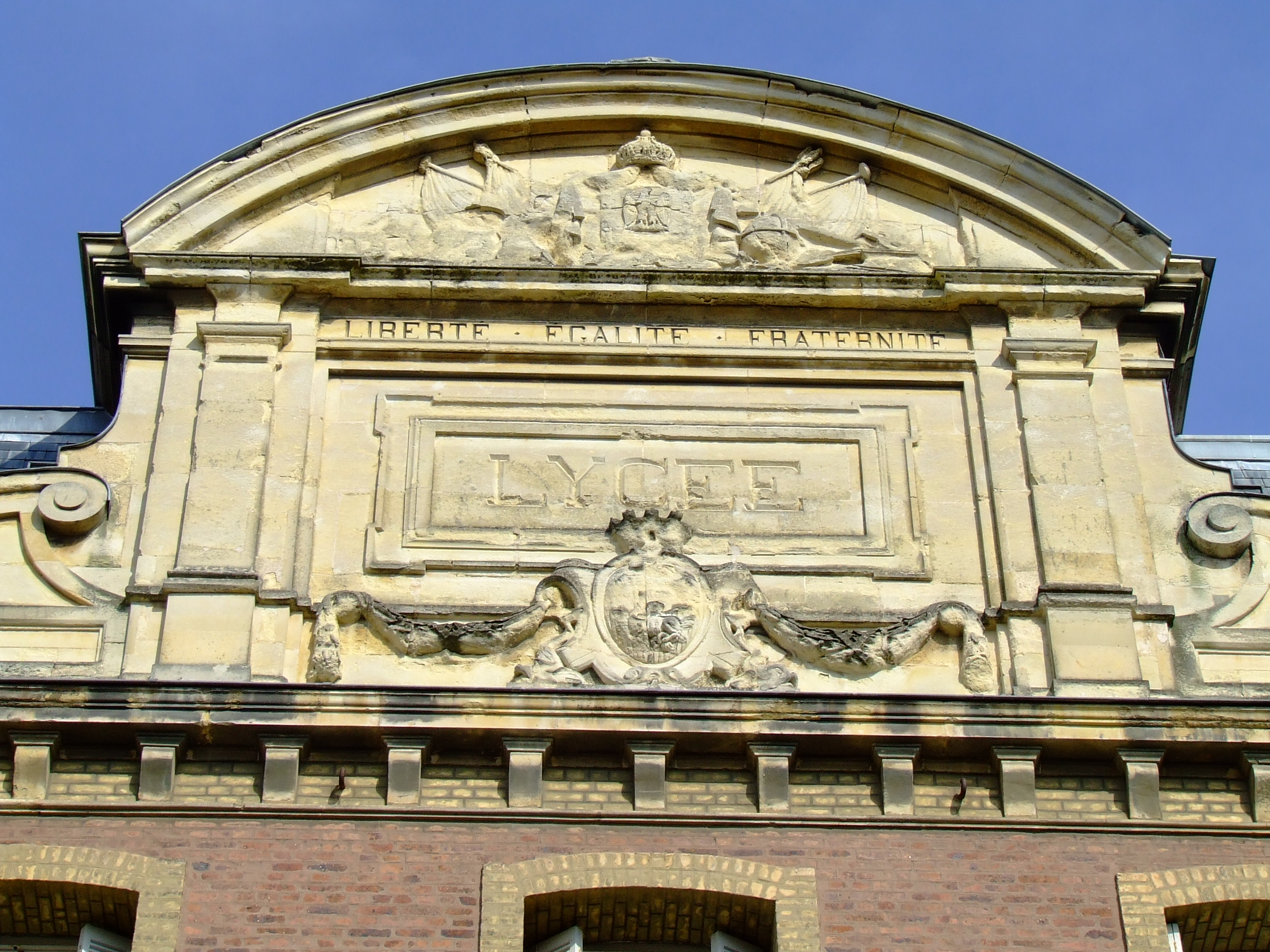
Fronton du Lycée avec l'Aigle de Napoléon
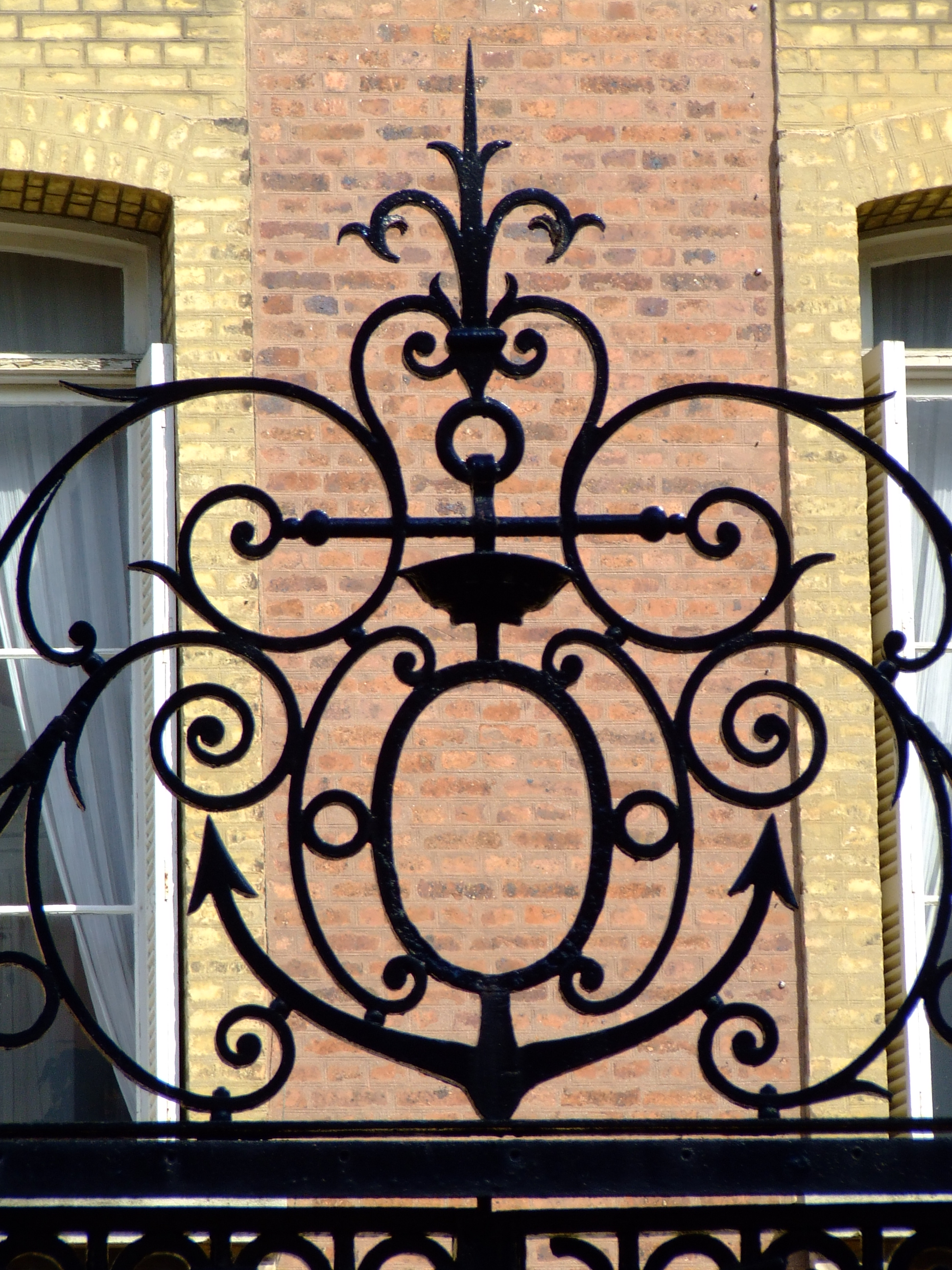
Ancre de Marine sur la grille du lycée
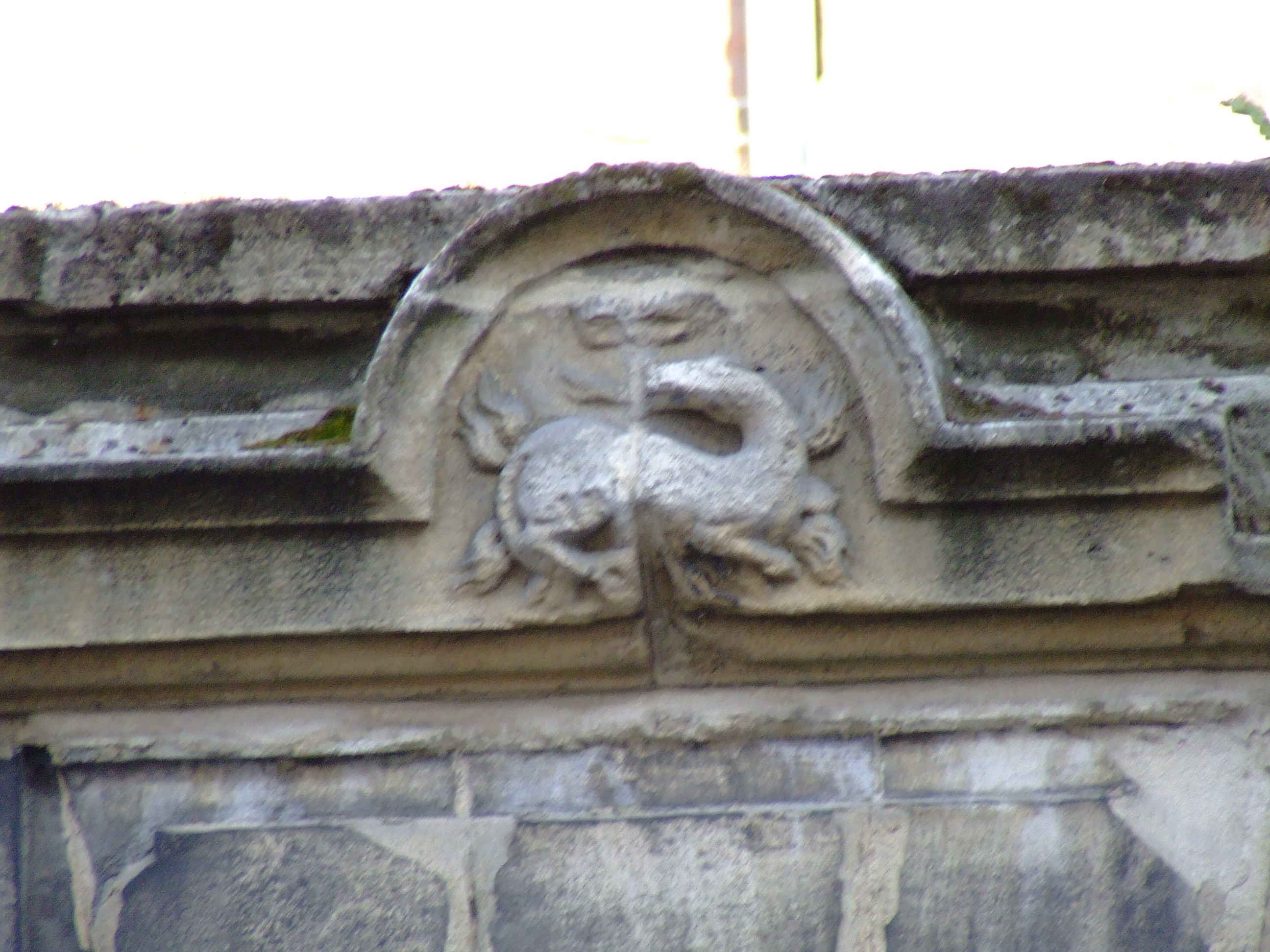
Salamandre sur le portail du lycée
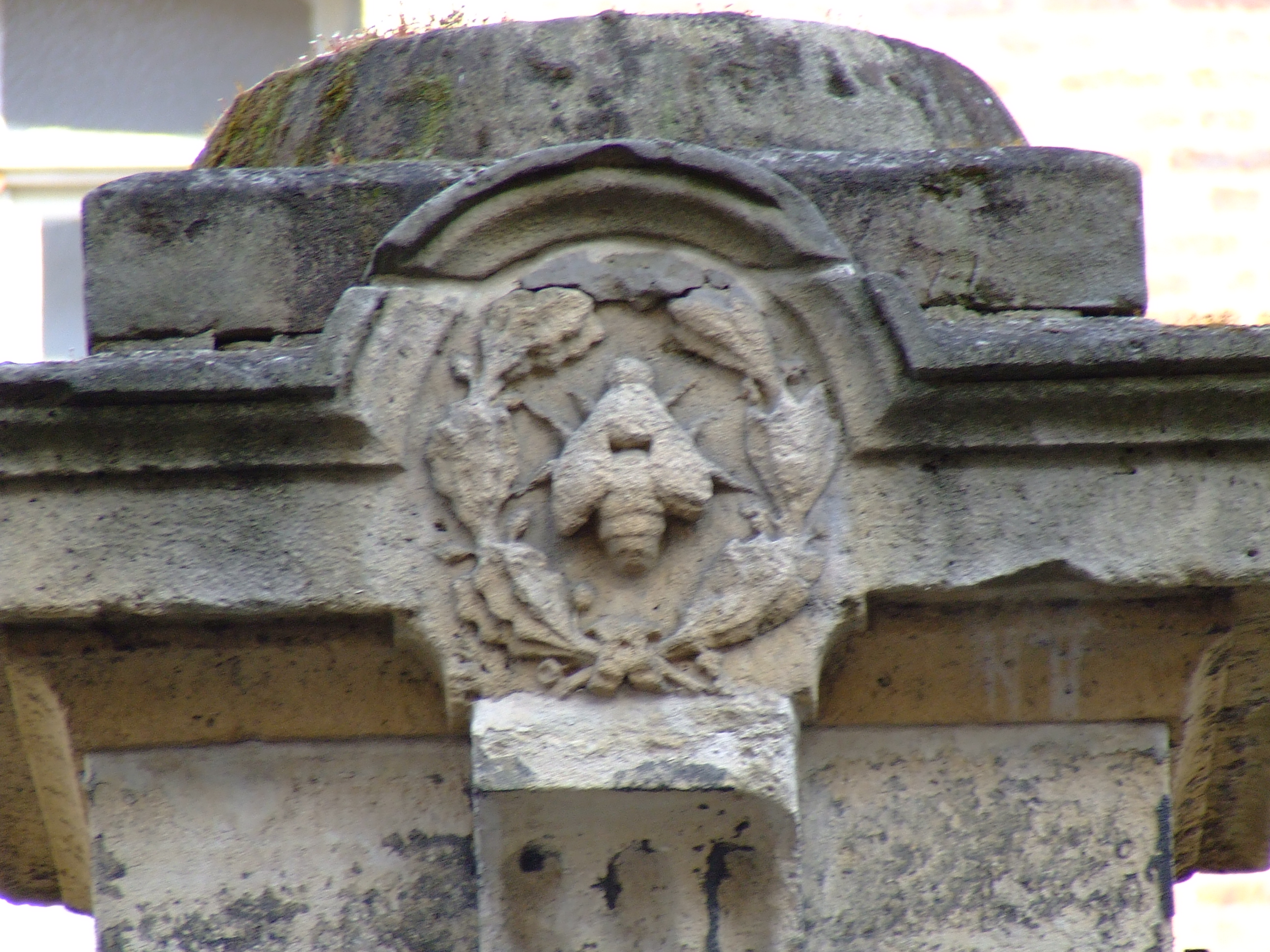
Abeille sur le portail du lycée
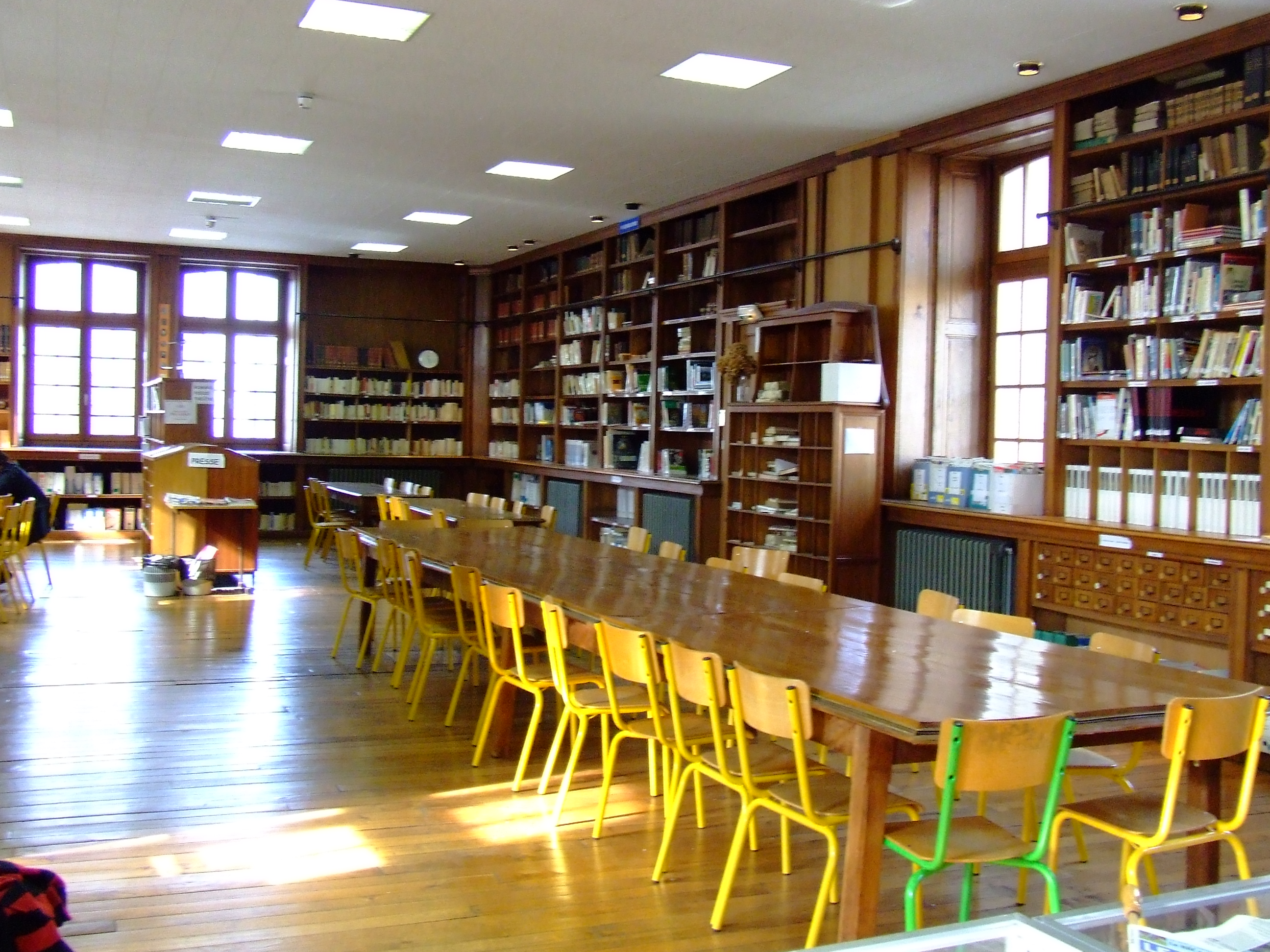
CDI du lycée

- L’aile Sud (ou bâtiment Sud) : construite en 1866, détruite en 1940, reconstruite en 1966 et rénovée en 2003. Elle accueille les salles de classe des disciplines scientifiques.

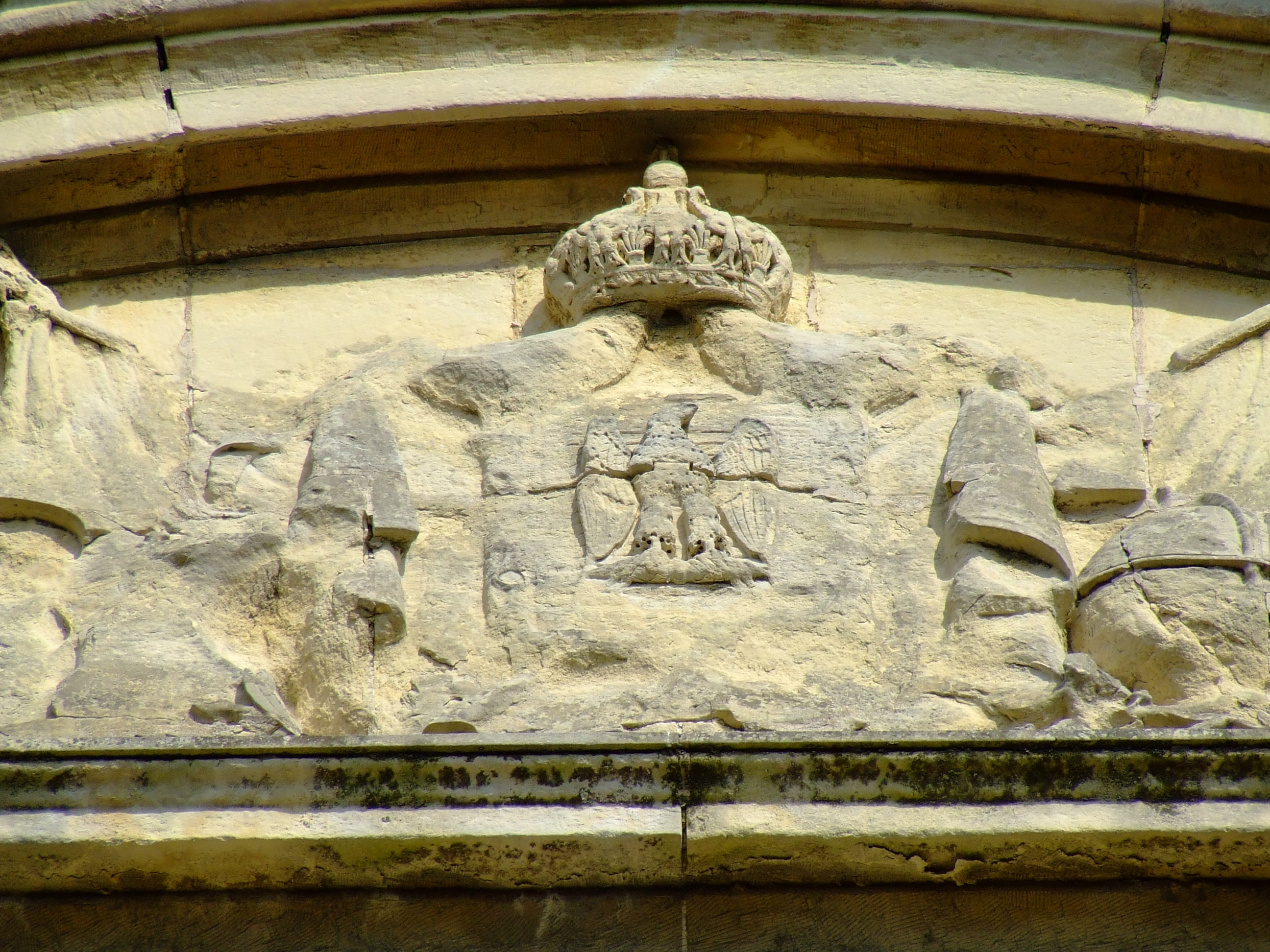
Fronton du bâtiment sud

- La verrière : construite en 2003, où se situent l’entrée et l’accueil du lycée, une salle de musique, ainsi qu’un foyer et la vie scolaire.

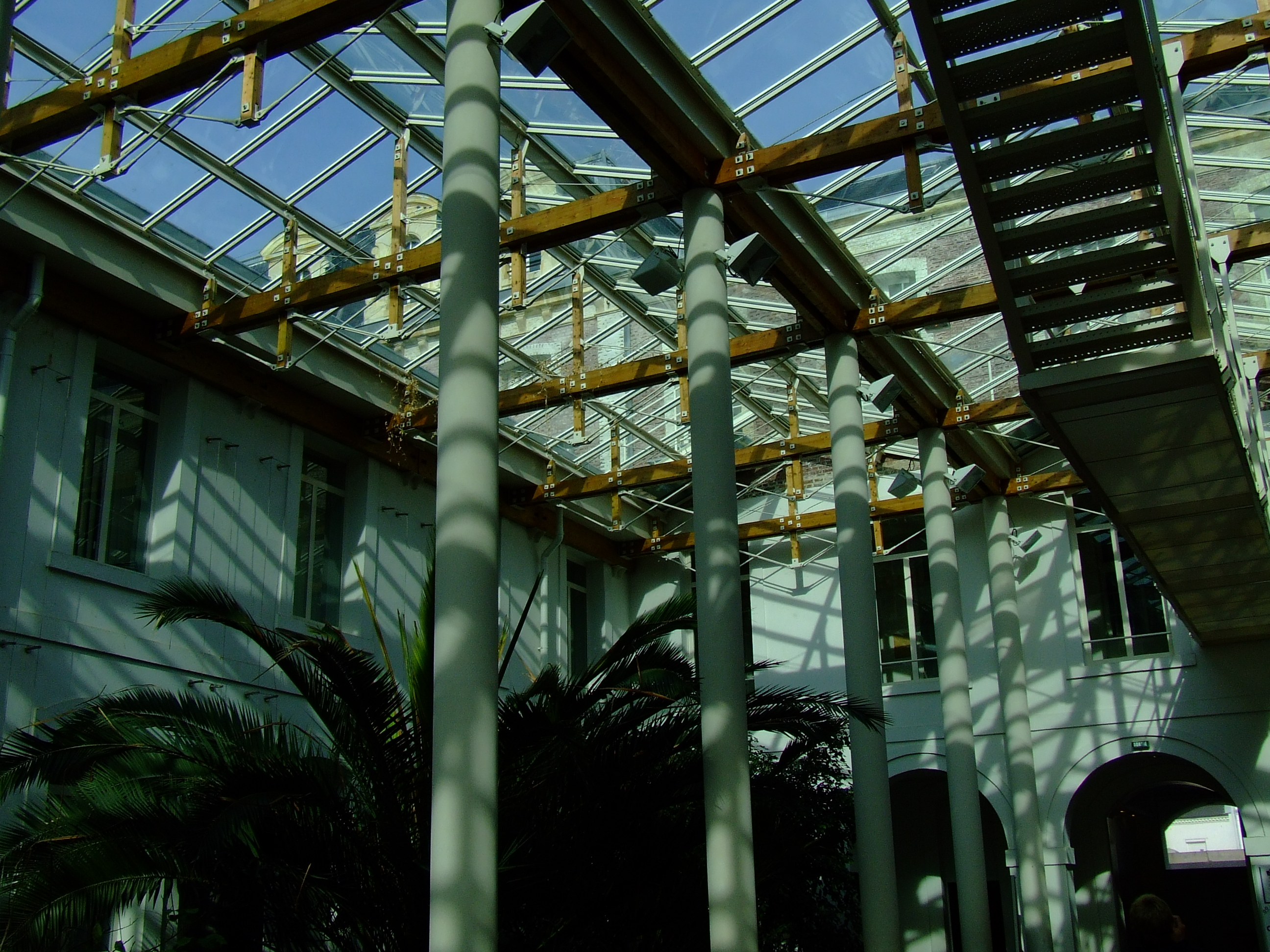
Verrière
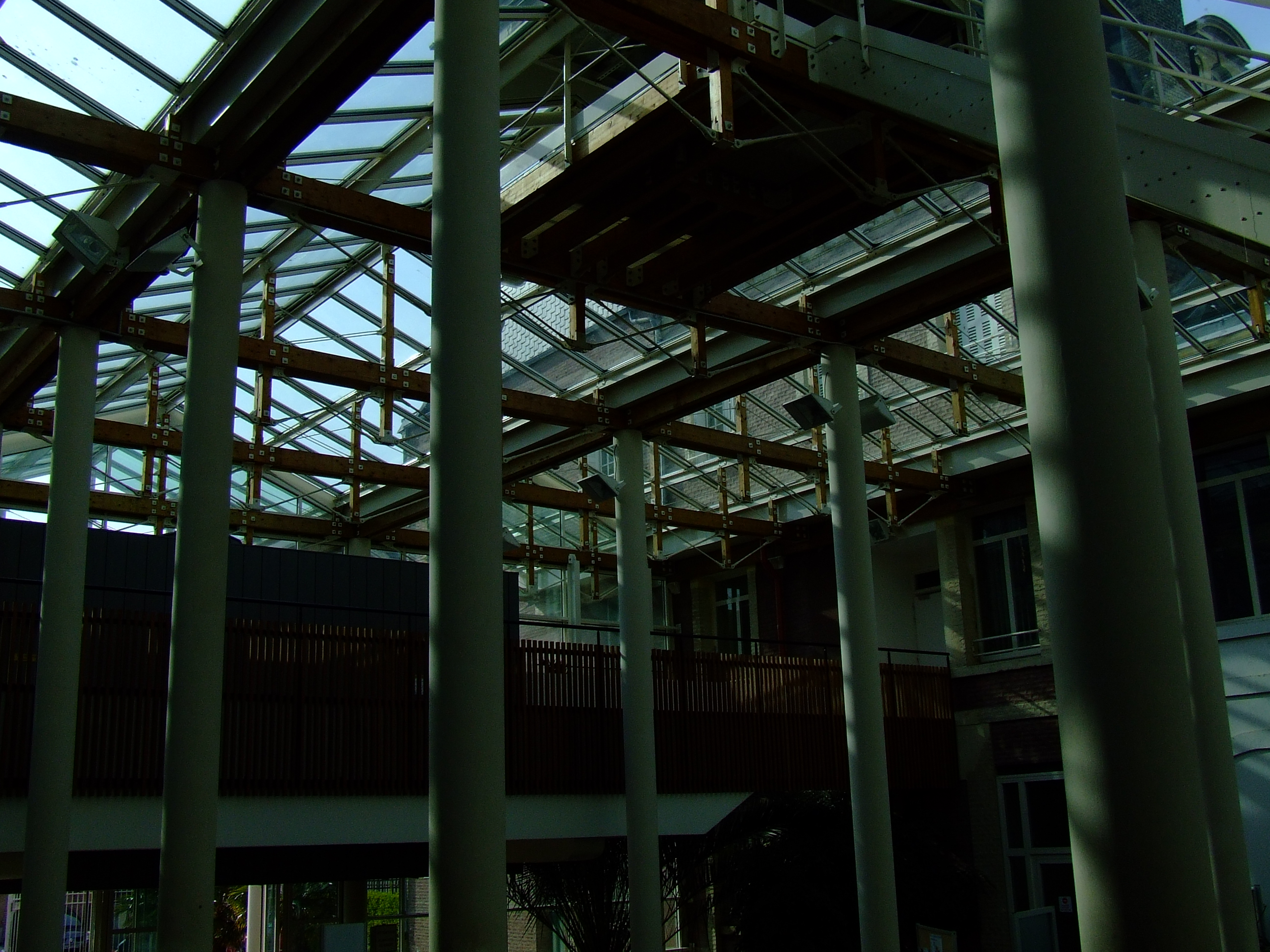
Entrée du Lycée
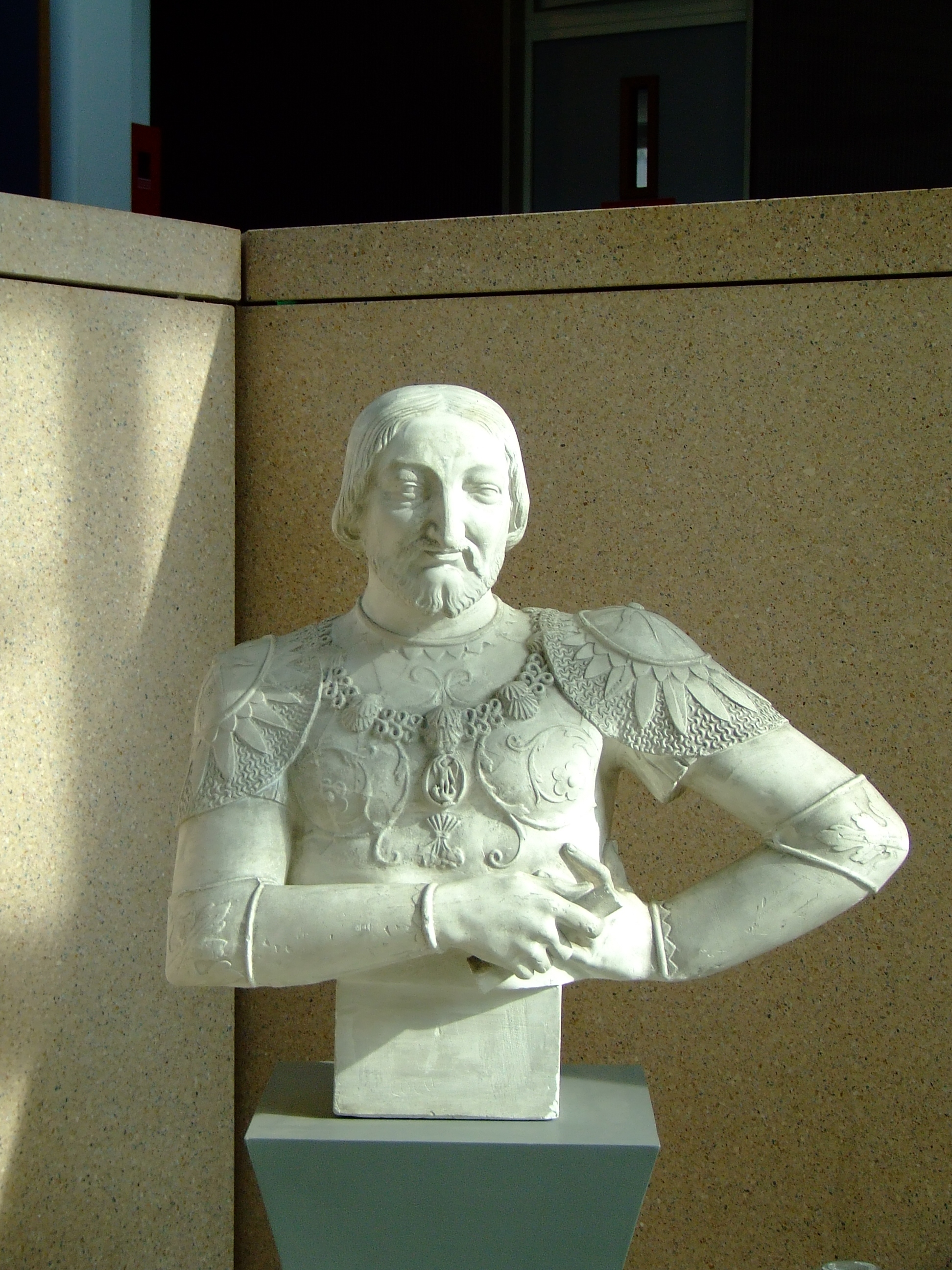
Statue de François Ier dans la verrière

- La chapelle : construite en 1866, détruite en 1940 et reconstruite en 1964.

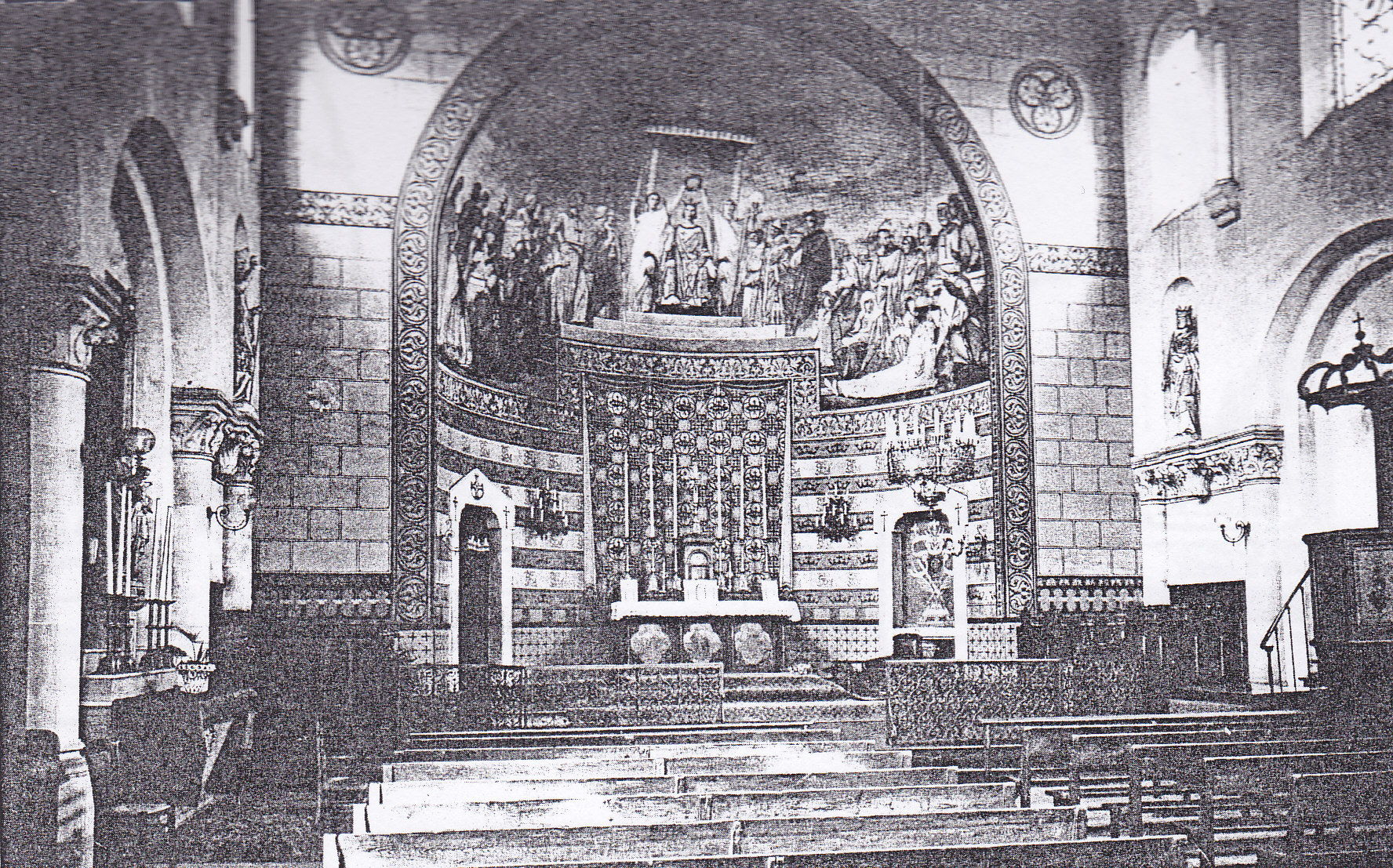
Ancienne chapelle du lycée
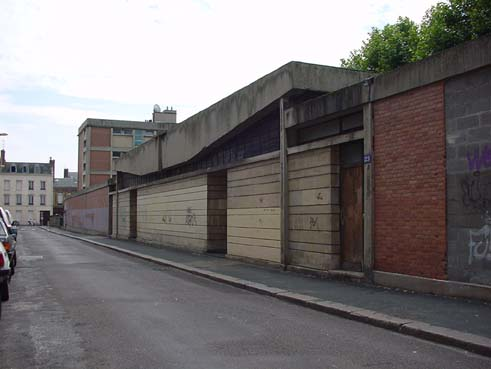
Nouvelle chapelle

- Le gymnase : construit en 1983

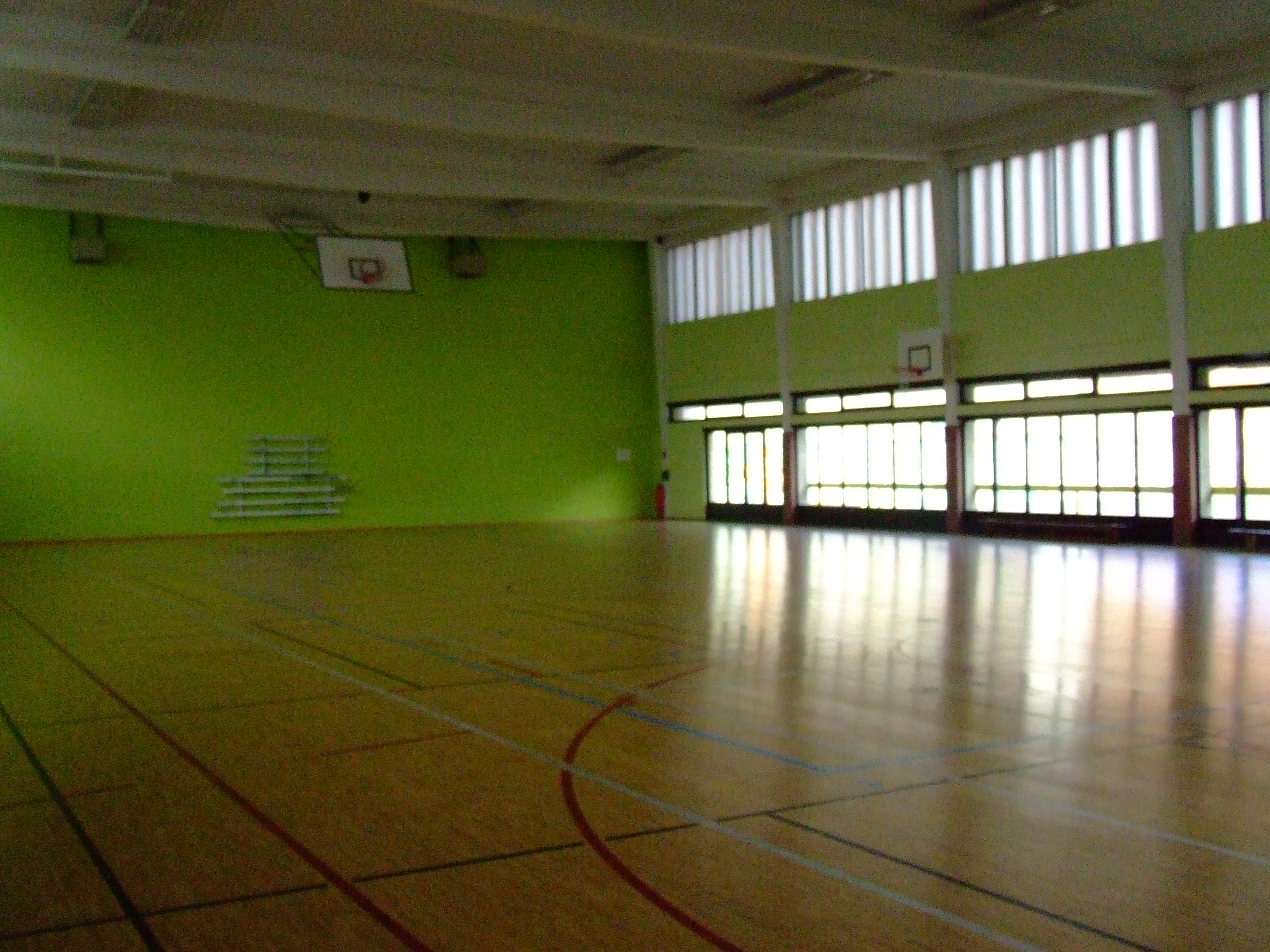
Gymnase du lycée

### Le CDI

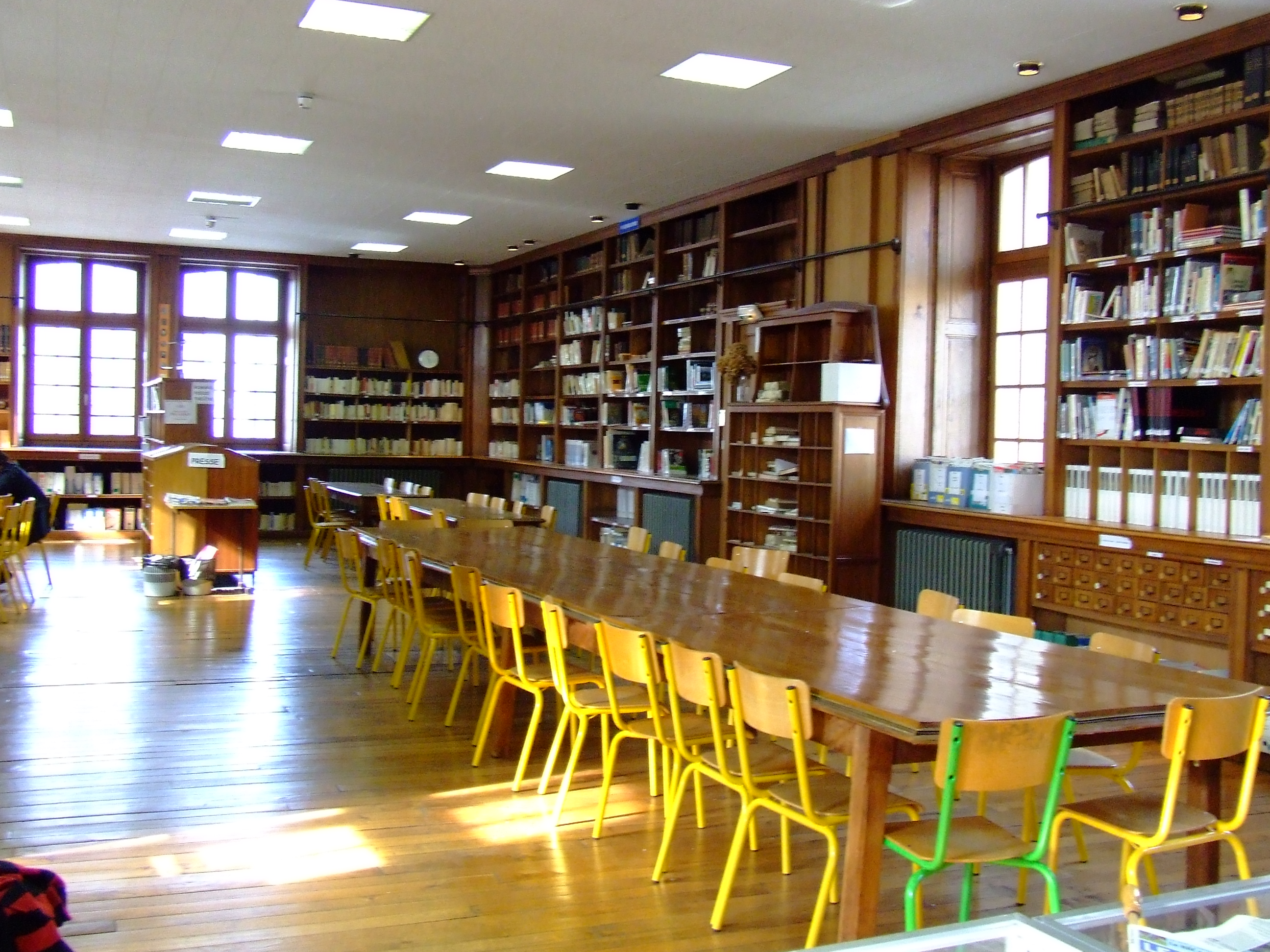
Ancien CDI du lycée

L'ancien CDI du lycée François Ier faisait partie de la dernière tranche de travaux qui se sont achevés au printemps 2017 : le parquet et les boiseries de ce magnifique endroit qui fut de 1903 à 1967, la Bibliothèque du Havre vont être conservés, l'espace rénové est un lieu idéal pour accueillir des manifestations culturelles.

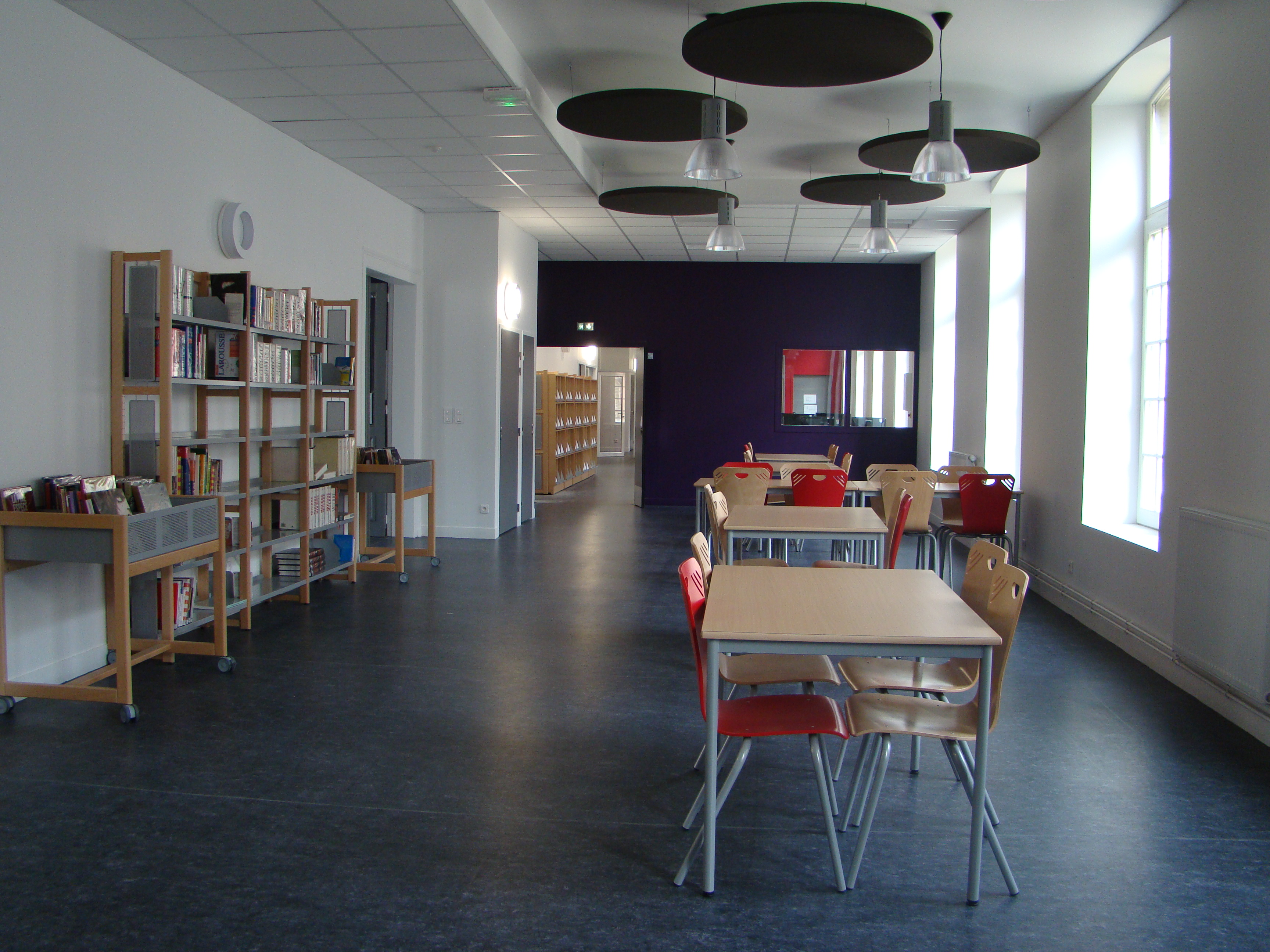
Le nouveau CDI

L'établissement a inauguré le printemps dernier un nouveau CDI de près de 500 m2 donnant accès à plus de 20 000 ouvrages, abonnements et documents.
Le lycée compte plusieurs cours :

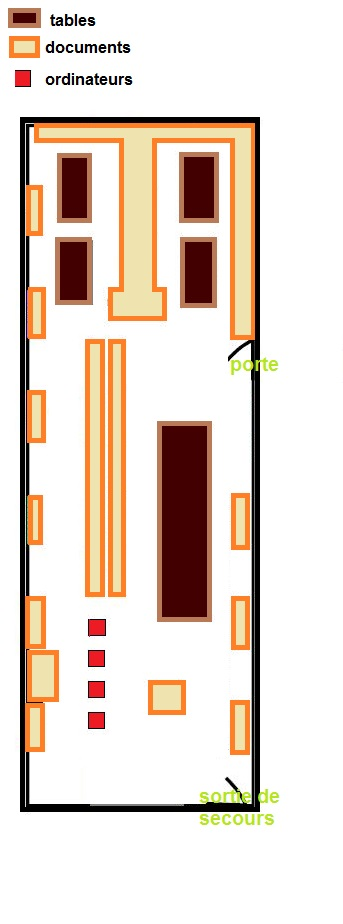
Plan de l'ancien CDI du lycée François-Ier

- La cour de la statue : ancienne entrée du lycée, rue Jean-Paul-Sartre, où se situe le monument aux morts
- La cour d’honneur

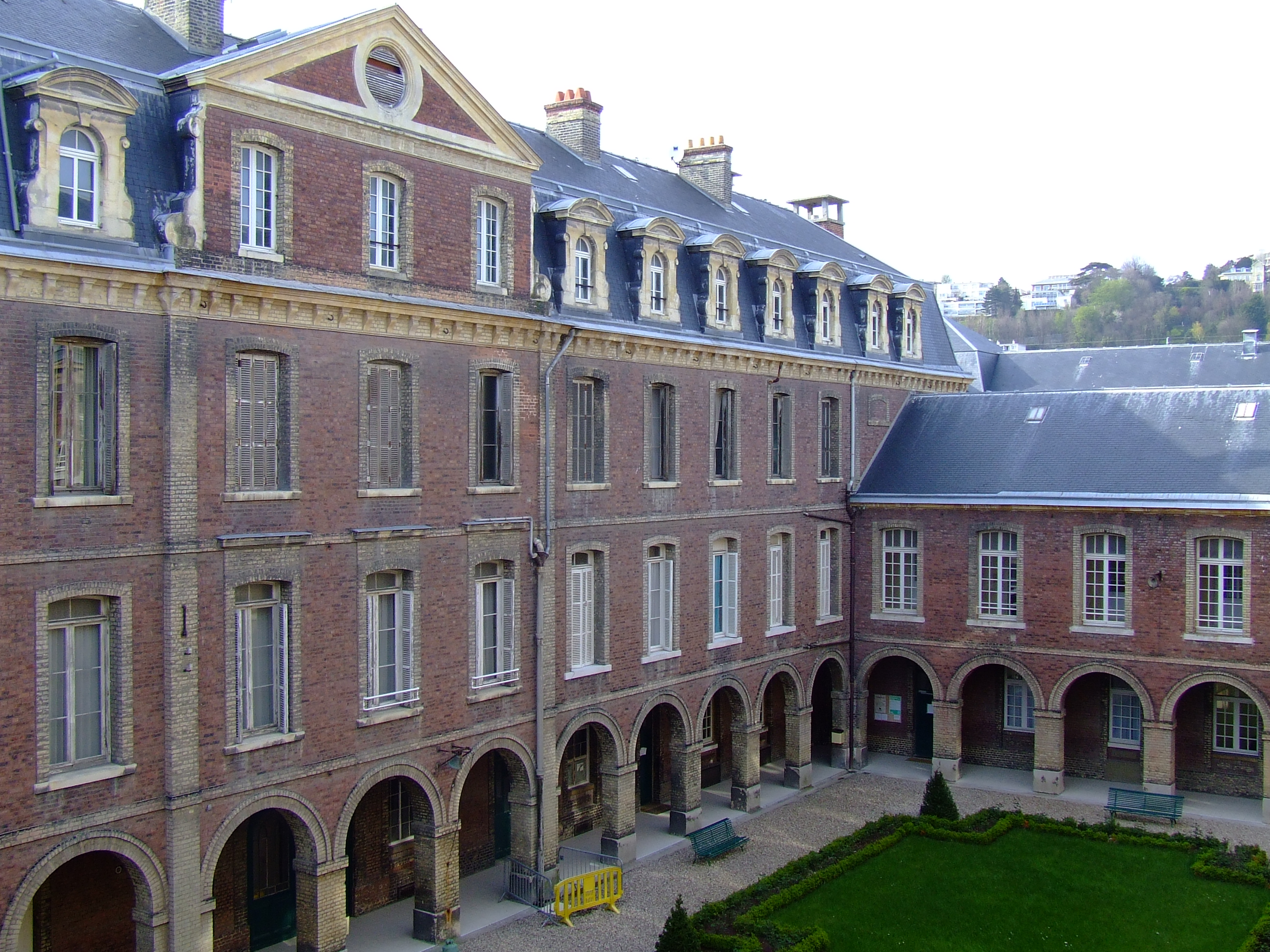
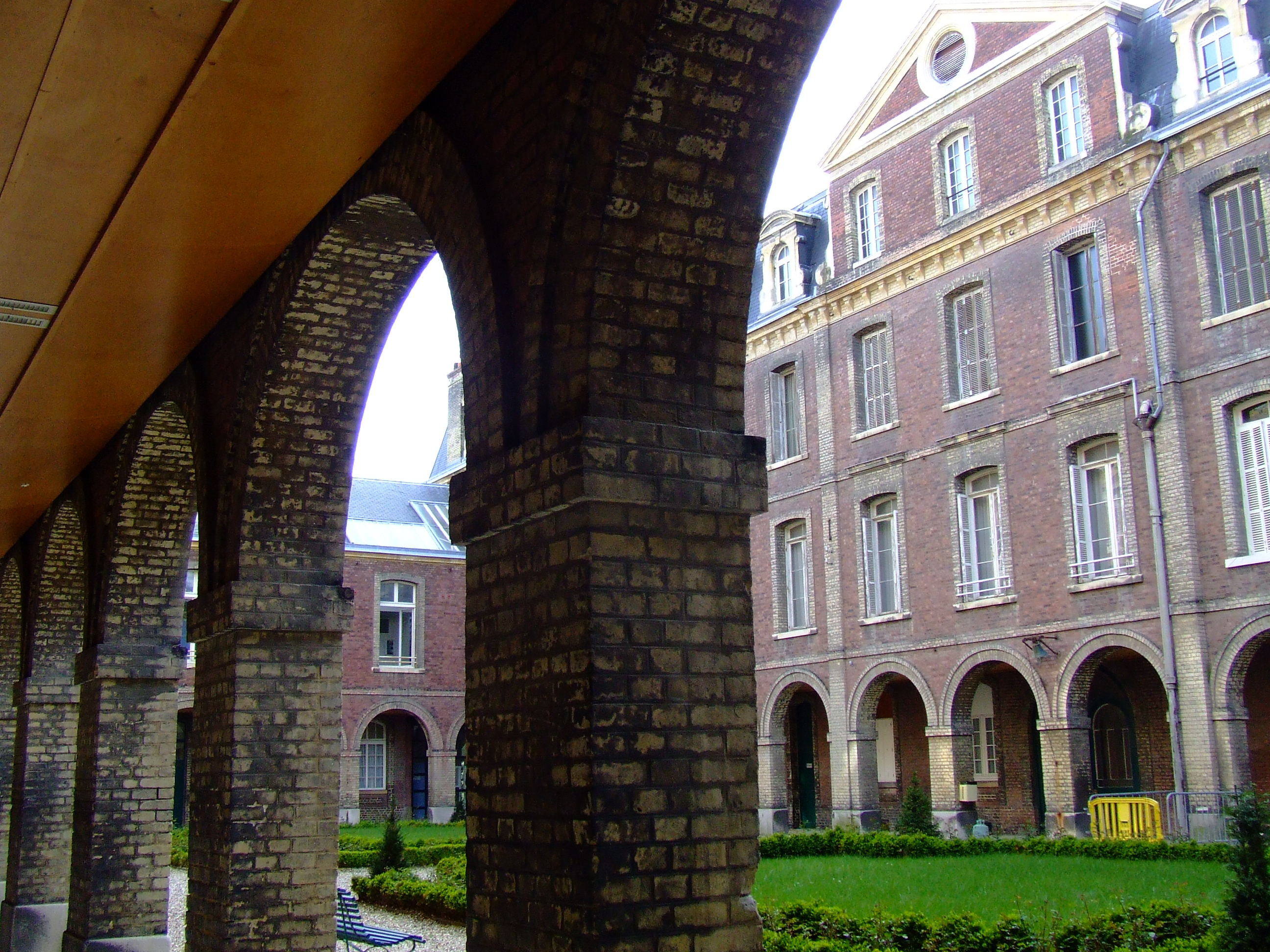

- La cour "zen" : où se situe le self

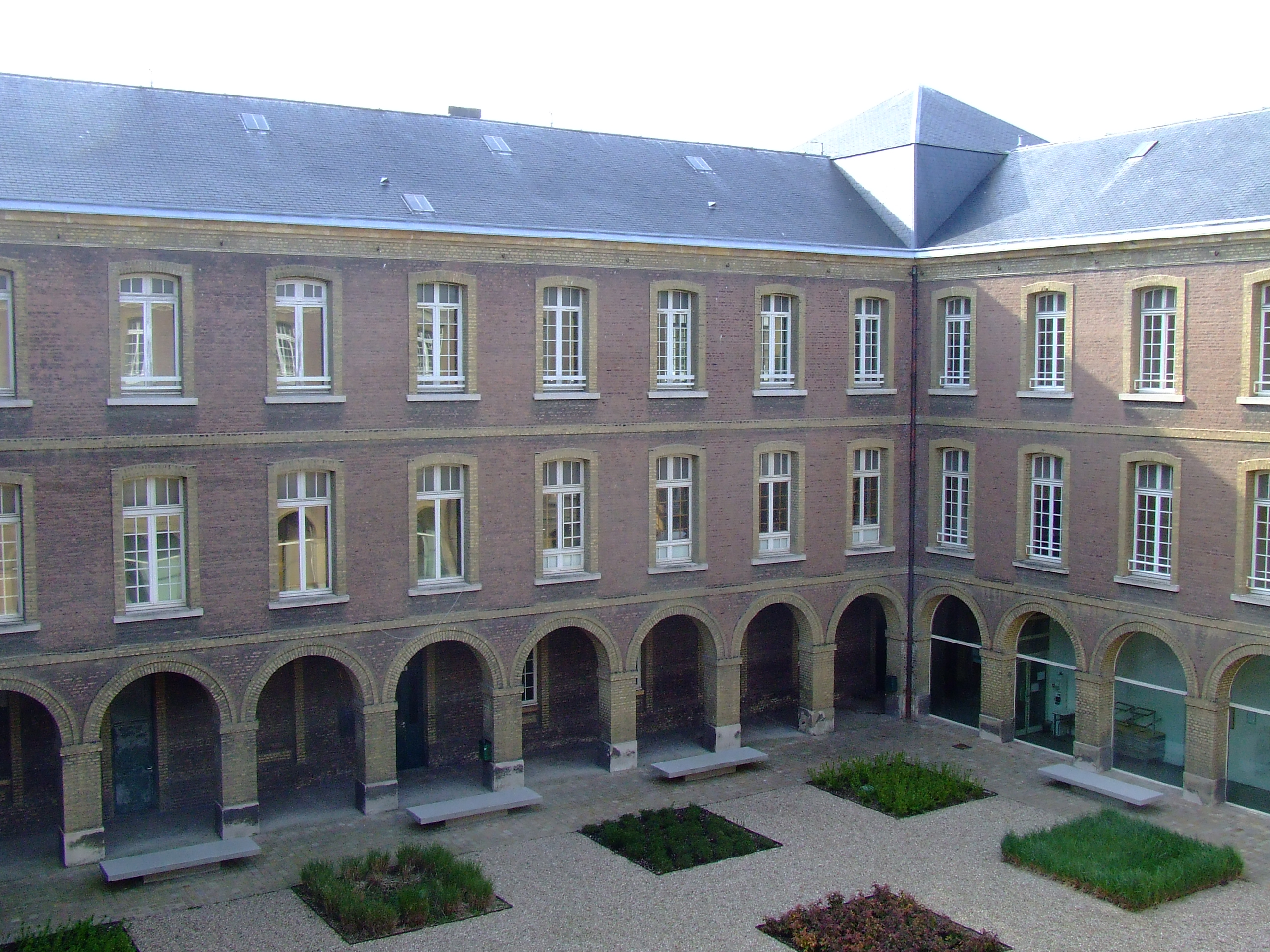
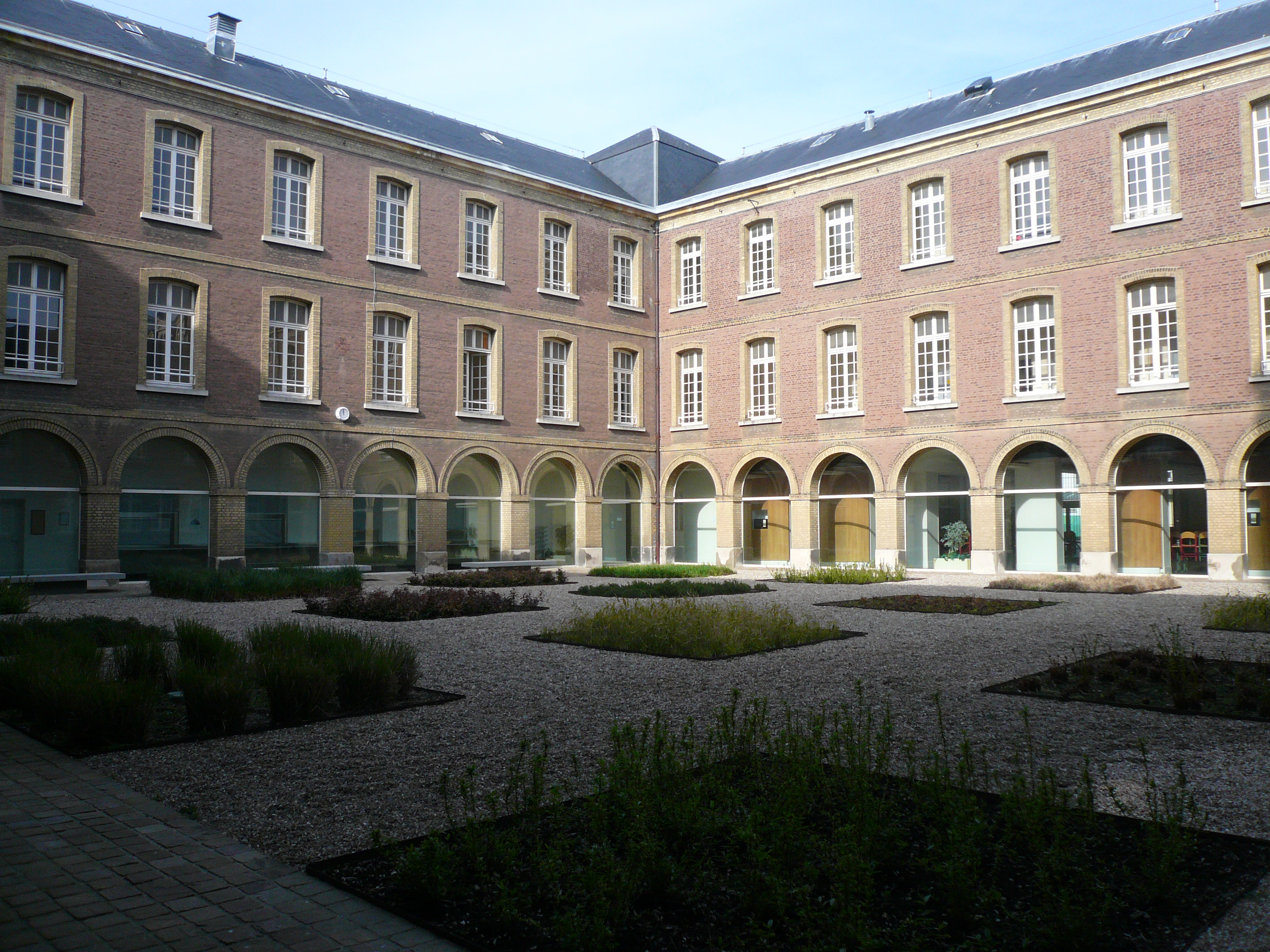

- La Cour Just Viel (du nom du maire du Havre au moment de la création du lycée)

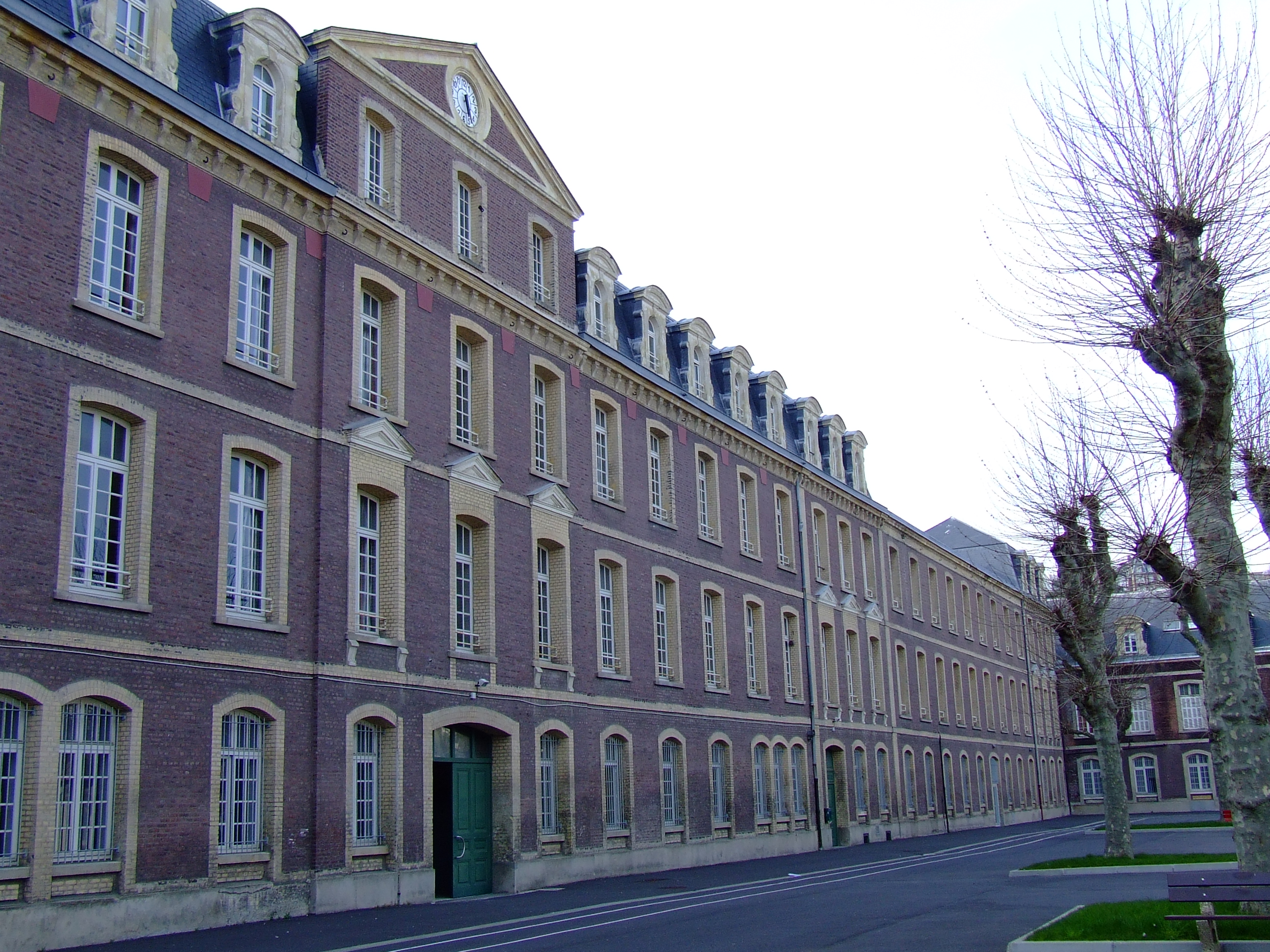
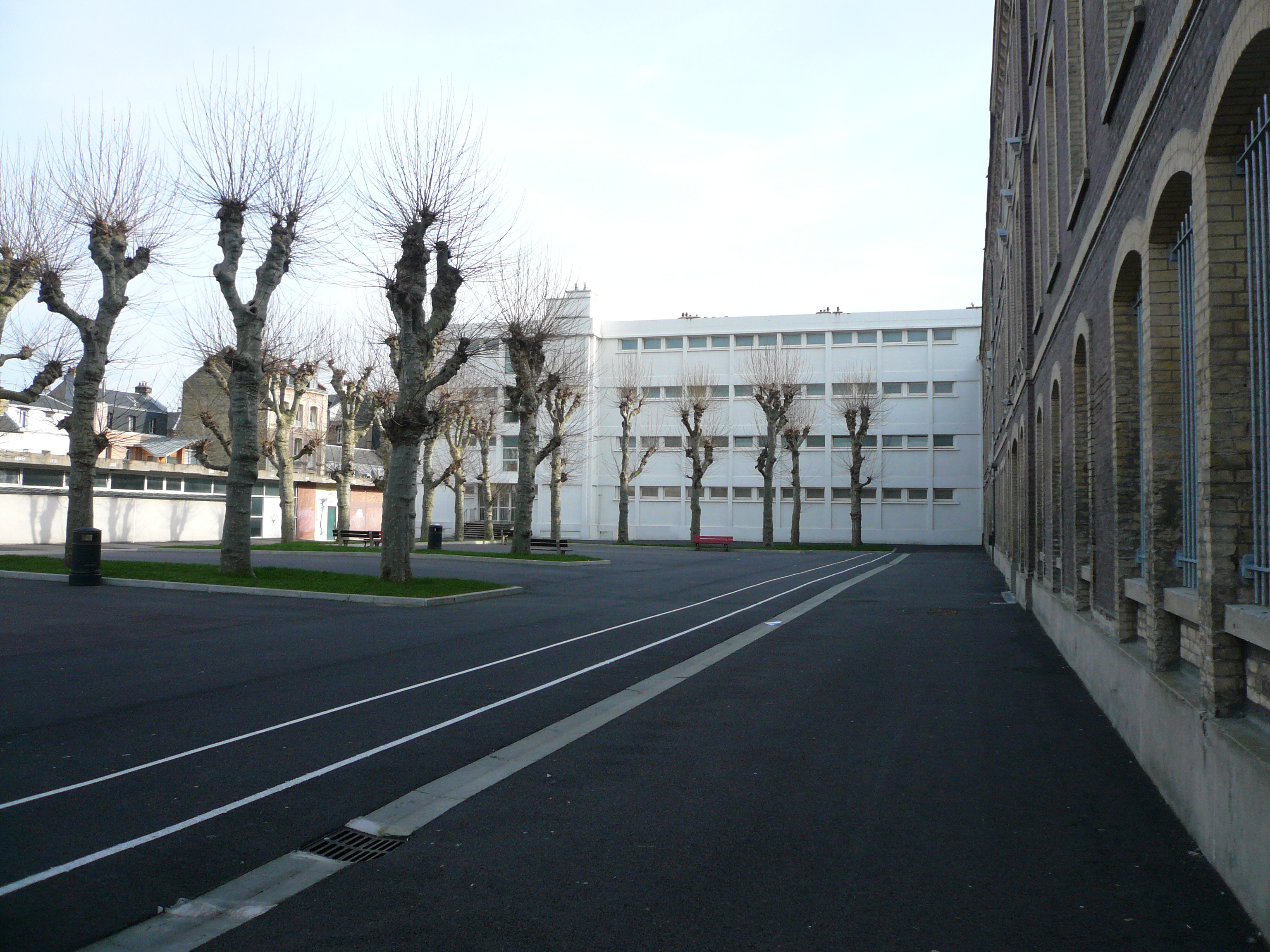

## Classes et élèves

### Classement du lycée
En 2017, le lycée se classe 22e sur 45 au niveau départemental quant à la qualité d'enseignement, et 1443e sur 2277 au niveau national. Le classement s'établit sur trois critères : le taux de réussite au bac, la proportion d'élèves de première qui obtient le baccalauréat en ayant fait les deux dernières années de leur scolarité dans l'établissement, et la valeur ajoutée (calculée à partir de l'origine sociale des élèves, de leur âge et de leurs résultats au diplôme national du brevet).

### Enseignements
Le lycée propose différentes options et formations, de la seconde à la classe prépa :
- Arts plastiques
- Arts du son
- Art du spectacle -Danse
- Littérature et société
- Méthode et pratique scientifique
- Sciences de l’ingénieur
- Sciences économiques et sociales
- Allemand
- Anglais
- Espagnol
- Grec
- Latin
- Russe

### Activités proposées
Plusieurs activités sont proposées au sein du lycée :
- Différents sports sont proposés en UNSS (Union nationale du sport scolaire) : badminton, danse, natation, volley, escalade…
- Des clubs au sein du lycée existent : club nature, cinéclub, club astronomie, improvisation théâtrale, atelier d'écriture.

### Répartition des enseignants
Nombre de professeurs du lycée François-Ier en 2010-2011
- Mathématiques : 16
- Sciences physiques : 14
- Sciences de la vie et de la Terre : 7
- Philosophie : 5
- Lettres : 12
- Histoire géographie : 13
- Sciences économiques et sociales :4
- Allemand : 4
- Anglais : 9
- Espagnol : 5
- Russe : 2
- Arts plastiques : 1
- Sciences de l’ingénieur : 2
- Éducation musicale : 1
- Éducation physique et sportive : 5

### Répartition des élèves
À la rentrée 2016, le lycée compte 
- 371 élèves de 2nde
- 298 élèves de 1ères (165 S, 85 ES, 48 L)
- 290 élèves en terminale  (161 S, 89 ES, 40 L)
- 177 étudiants de CPGE

### Classes préparatoires
Le lycée propose des CPGE (Classes Préparatoires aux Grandes Écoles) scientifiques MPSI-MP et PCSI-PC (depuis 1968) et économiques ECS (depuis 1981) puis depuis 2021, ECG (2e année) qui préparent toutes à l'entrée dans les écoles d'ingénieurs et de management, ainsi que deux classes préparatoires ENS Rennes D1 et ENS Cachan D2.
En 2016, les étudiants ont obtenu les résultats suivants :
|     | Admis | Taux d’admission |
| ECS | 14/15 | 93 %             |
| PC  | 18/19 | 95 %             |
| MP  | 31/37 | 84 *             |

*En voie MP, 95 % des étudiants ont décroché une admissibilité, mais tous ne se sont pas présentés à l’oral, certains choisissant de redoubler pour tenter d’autres écoles l’année suivante.
(source : direction du lycée François 1er)

## Anciens membres du lycée
On compte parmi les anciens membres de François-Ier, plusieurs personnes célèbres.

### Anciens élèves

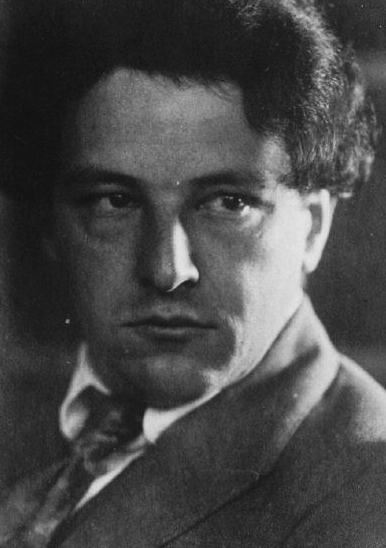
Arthur Honegger

- Othon Friesz
- Georges BraqueArthur Honegger
- Benoît Duteurtre
- René de Saint-Delis
- Henri de Saint-Delis
- Arthur HoneggerChristine Lagarde
- Max Pinchard
- Martial Gueroult
- Bernard Guillemain
- Jean Favier
- Armand Frémont
- Armand Salacrou
- Raymond Queneau
- Pascal Quignard
- Jules Tellier
- Raymond Las Vergnas

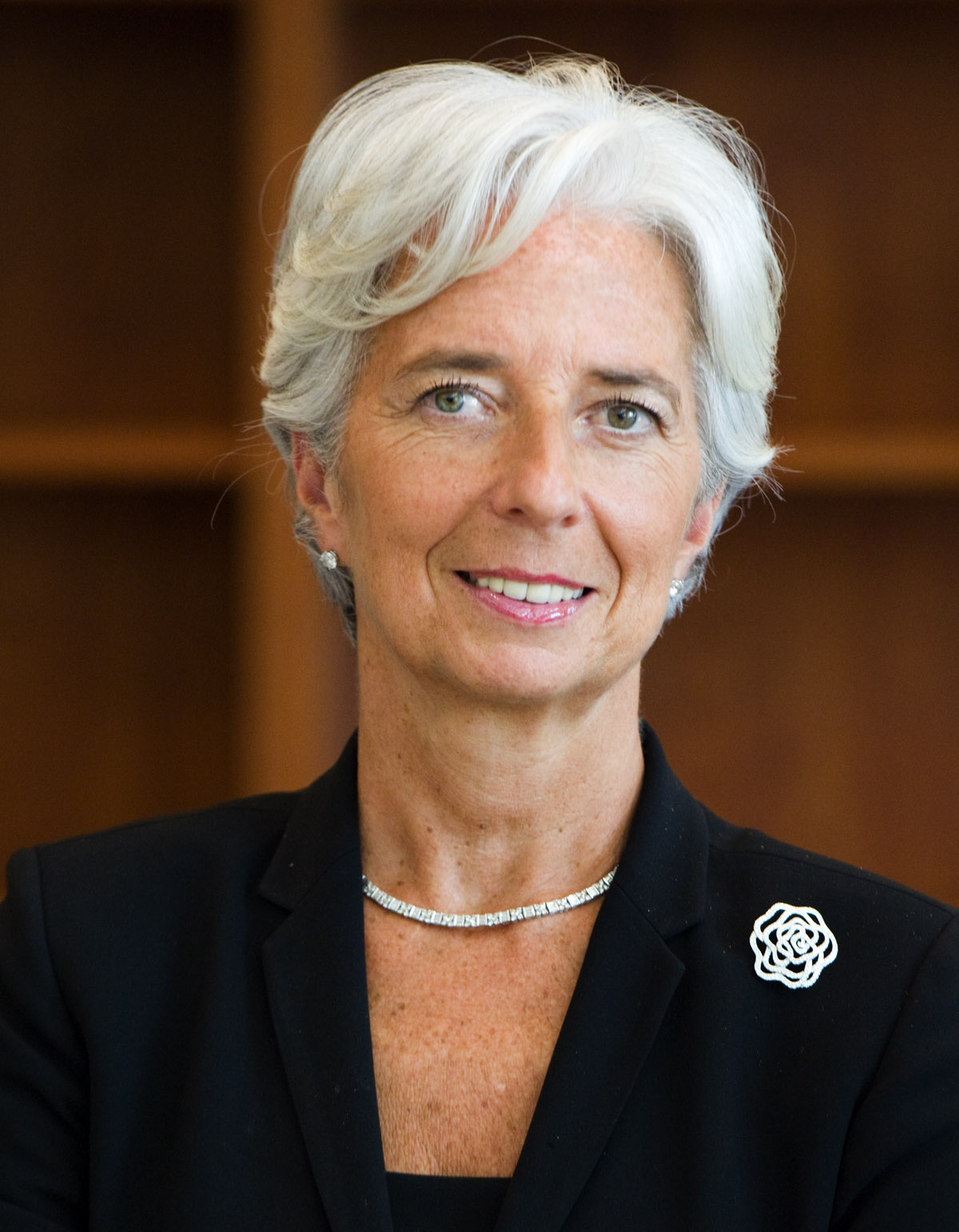
Christine Lagarde

- Hugues Duboscq (médaillé de bronze pour le 100 m brasse des JO de Sydney en 2004)
- Christine Lagarde[5] (ancienne directrice générale du Fonds monétaire international)

### Anciens professeurs
- Jules Lemaître (1853-1914)
- Pierre Janet (1859-1947)
- Albert Cassagne (1869-1916), professeur de lettres au lycée de 1899 à 1913. Son nom est inscrit au Panthéon parmi les 560 écrivains morts au combat pendant la Première Guerre mondiale.
- René Sturel (1885-1914), professeur agrégé de lettres en seconde (1912-1914). Son nom est inscrit au Panthéon parmi les 560 écrivains morts au combat pendant la Première Guerre mondiale.

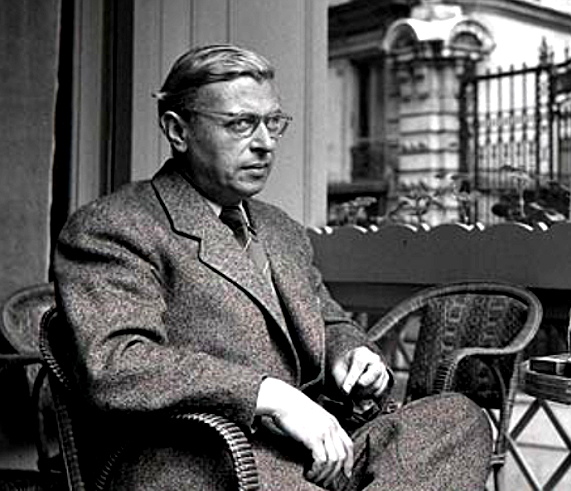
Jean-Paul Sartre

- Jean-Paul Sartre (1905-1980)Jean-Paul Sartre
- Raymond Aron (1905-1983)
- Max Pinchard (1928-2009)

### Ancien surveillant
- Laurent Ruquier

## Citation littéraire
- Raymond Las Vergnas - Le Tramway des grands bassins : « Le printemps fleurissait jusque dans la cour poudreuse de notre vieux lycée… C’était  bien le tour de notre pauvre bahut, après plus de quarante années de transformation en hôpital militaire de retrouver sa vocation académique »
- Raymond Queneau - Chêne et chien : « Le lycée du Havre est un charmant édifice, on en fit en quatorze un très bel hôpital »